# United Airlines
United Airlines ist eine US-amerikanische Linienfluggesellschaft mit Sitz in Chicago, deren Unternehmensgeschichte in das Jahr 1926 zurückreicht.
Neben der eigenen Passagiersparte ist United Airlines Muttergesellschaft von United Express, der Frachtabteilung United Cargo sowie der United Technical Operations für Flugzeugwartung und zudem Gründungsmitglied der Star Alliance. Im Jahr 2019 beschäftigte United mehr als 95.000 Mitarbeiter, darunter über 12.700 Piloten und 25.000 Flugbegleiter,
Am 1. Dezember 2011 wurden United Airlines und Continental Airlines luftrechtlich fusioniert und am 3. März 2012 der Name Continental aufgegeben. Die Muttergesellschaft nannte sich 2019 in United Airlines Holdings um.
Nach Sitzplatzkilometern rangierte United 2019 weltweit auf Platz eins. United zählt neben American Airlines und Delta Air Lines zu den drei verbliebenen traditionsreichen US-Linienfluggesellschaften mit umfangreichem Streckennetz, den sogenannten Legacy carriers.

## Geschichte

### Erste Jahre
Die Firmengeschichte der United Airlines (bis 1974 United Air Lines) geht auf die in Boise, Idaho, vom US-amerikanischen Militärpiloten und Unternehmer Walter Varney gegründete Postfluggesellschaft Varney Air Lines zurück, die ihren Flugbetrieb am 6. April 1926 auf der CAM-Route 5 von Elko nach Pasco aufnahm.
United ist damit die älteste noch aktive kommerzielle Fluggesellschaft der USA. Der Boeing-Gründer William Boeing gründete 1927 seine eigene Fluggesellschaft, Boeing Air Transport, und kaufte Varney Air Lines auf. Aus der 1928 gegründeten Boeing Airplane and Transport Corporation (Zusammenführung der Sparten Flugzeugherstellung und Fluggesellschaft) wurde 1929 mit dem Triebwerkhersteller Pratt & Whitney und anderen Flugzeugherstellern die United Aircraft and Transport Corporation (UATC). 1931 vereinigten sich Boeing Air Transport und die aufgekauften Fluggesellschaften innerhalb der UATC schließlich zu United Air Lines, unter deren Namen Passagier- und Postflüge angeboten wurden. Walter Varney gründete 1934 Varney Speed Lines, aus der nach deren Verkauf schließlich im Jahr 1937 Continental Airlines entstand. United war die weltweit erste Airline, die schon ab 1930 (noch als Boeing Air Transport) Flugbegleiterinnen, damals noch ausgebildete Krankenschwestern, beschäftigte. Zuvor hatte es ausschließlich männliche Stewards gegeben.

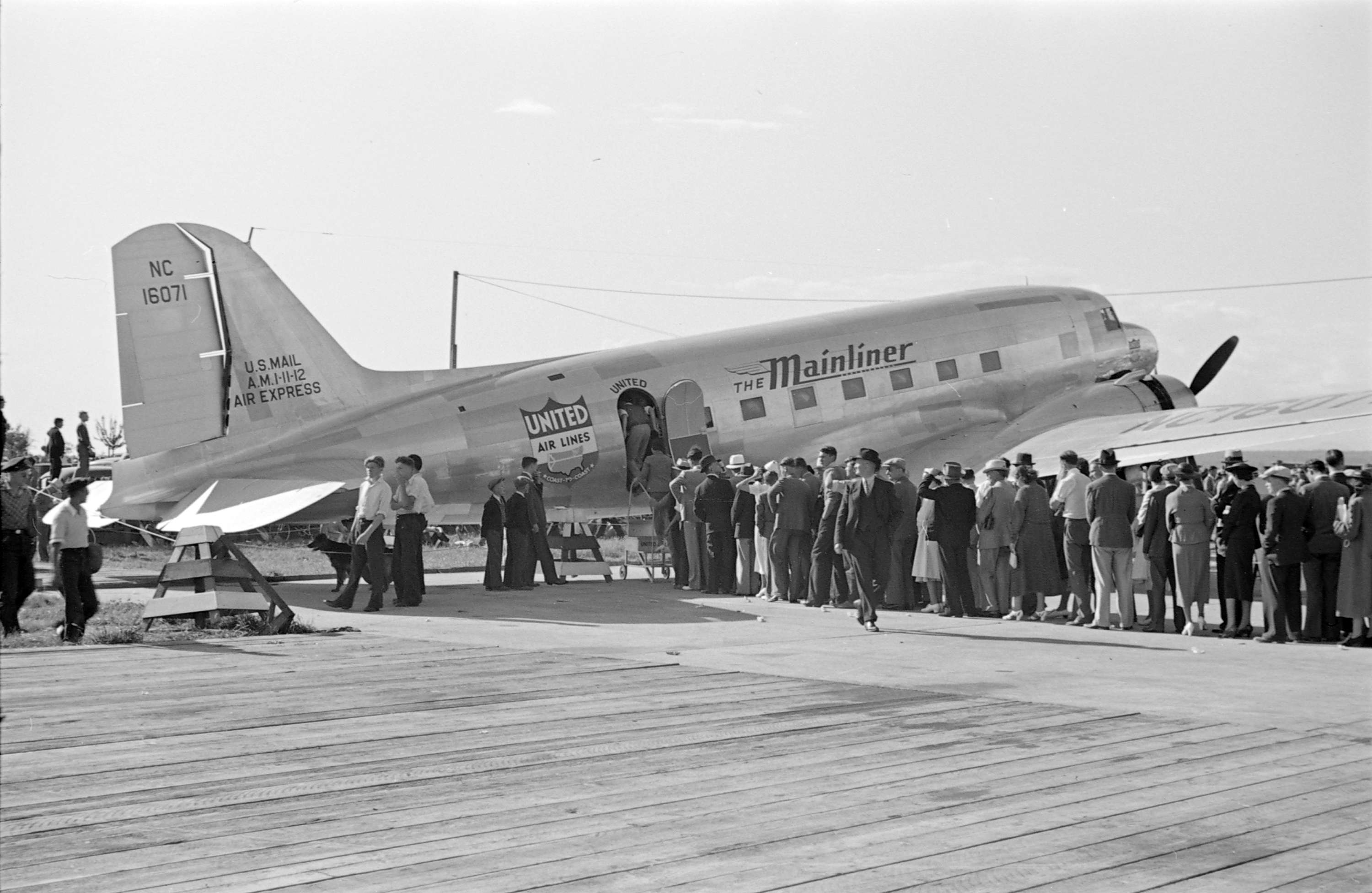
Eine Douglas DC-3 der United 1937

Im Jahr 1932 bestellte United Air Lines eine Flotte von 59 Boeing 247. Bis zur vollständigen Abwicklung des Auftrages erhielt keine andere Fluggesellschaft dieses Flugzeug, das als modernstes und schnellstes Flugzeug dieser Zeit in den Vereinigten Staaten galt. Der Vorsprung hielt aber nur bis 1934, als Transcontinental and Western Air (T&WA) die Douglas DC-2 in Dienst stellte. Im gleichen Jahr wurde William Boeing infolge des Luftpost-Skandals gezwungen, sein Unternehmen aufzuspalten. Daraus entstand schließlich die eigenständige United Air Lines. Ab 1935 betrieb American Airlines die Douglas DC-3. Damit galt mit einem Schlag die Flotte der United Air Lines als veraltet, denn im Vergleich zur Boeing 247 waren die Maschinen von Douglas schneller und bequemer. Außerdem war das Sitzplatzangebot größer.

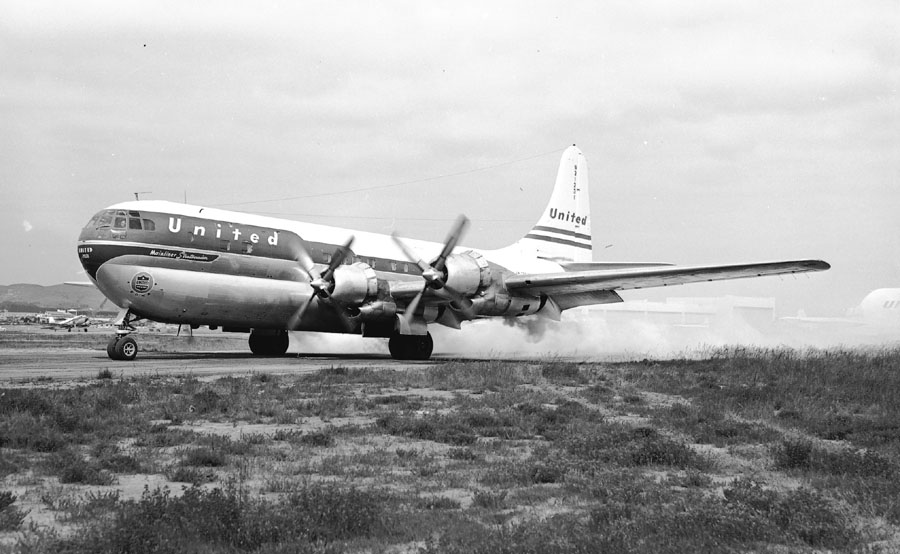
Eine Boeing 377 Stratocruiser der United Ende der 1940er Jahre

Im Oktober 1935 gründete eine Gruppe von United-Mitarbeitern für die Belegschaft eine eigene Genossenschaftsbank mit dem Namen United Air Lines Employees’ Credit Union, der sich bis Jahresende 146 Mitglieder anschlossen. Bis 2003, als die Bank im Rahmen der Insolvenz von United unter dem Namen Alliant Credit Union mit 270 Angestellten ausgegliedert wurde, war die Mitgliedschaft United-Mitarbeitern und seit den 1990er Jahren deren Angehörigen vorbehalten, seither werden auch andere Personen aus bestimmten Personenkreisen aufgenommen. Das Kreditinstitut akzeptiert kein Bargeld und lässt seine Mitglieder Bankgeschäfte seit den 1980er- bzw. den 1990er-Jahren vorwiegend via Telefon- bzw. Online-Banking tätigen. 2010 wurde im Rahmen der Fusion mit Continental deren Continental Federal Credit Union (1952 gegründet) übernommen. Alliant hatte Anfang der 2010er-Jahre mehr als 280.000 Kunden, verfügte über Aktiva in Höhe von über 7 Milliarden US-Dollar, galt zu dem Zeitpunkt als eine der größten Credit Unions der USA und betrieb 15 überwiegend an Flughäfen gelegene Filialen.

### Jet-Zeitalter

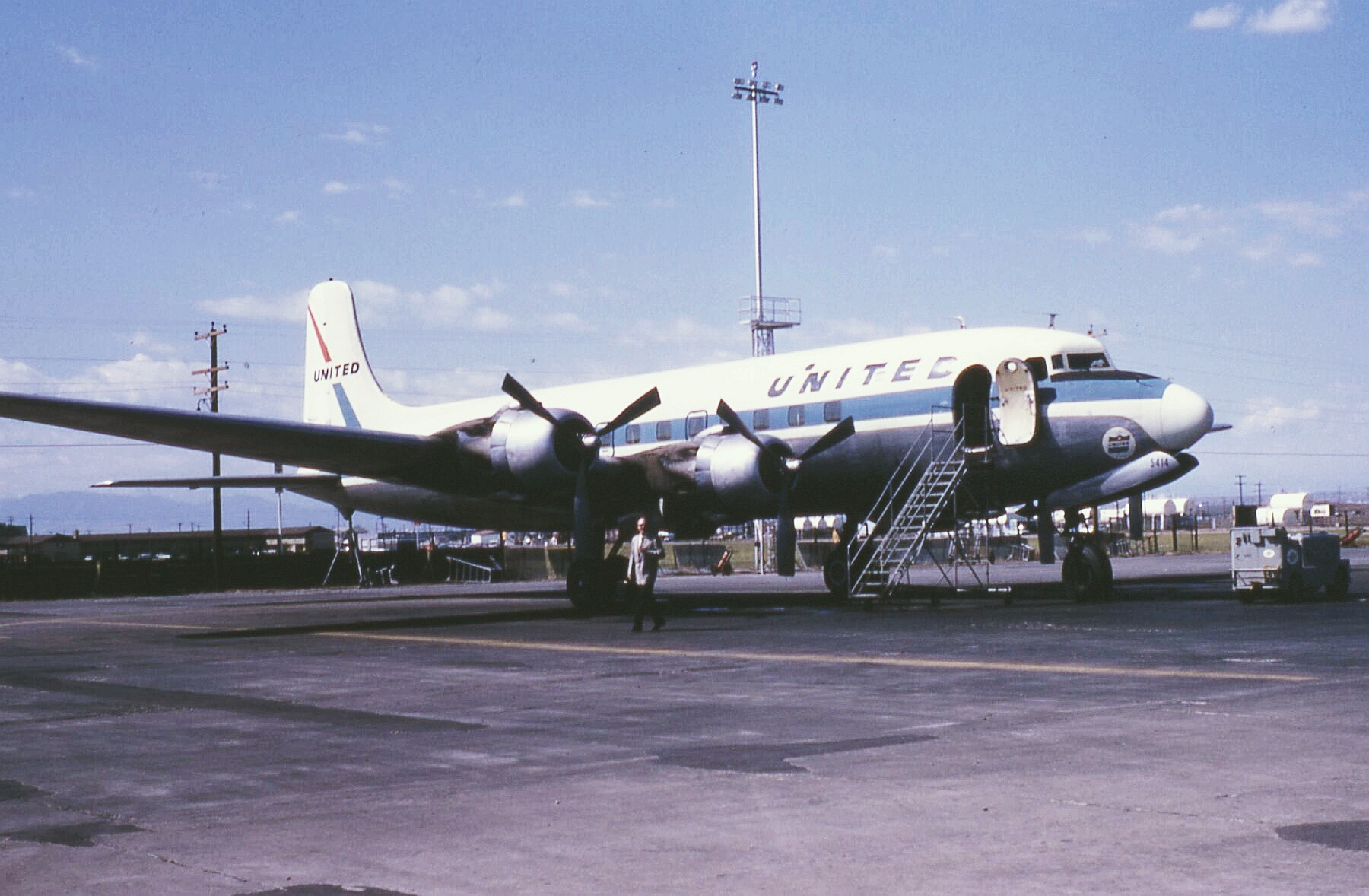
Eine Douglas DC-6 der United Air Lines im Jahr 1966

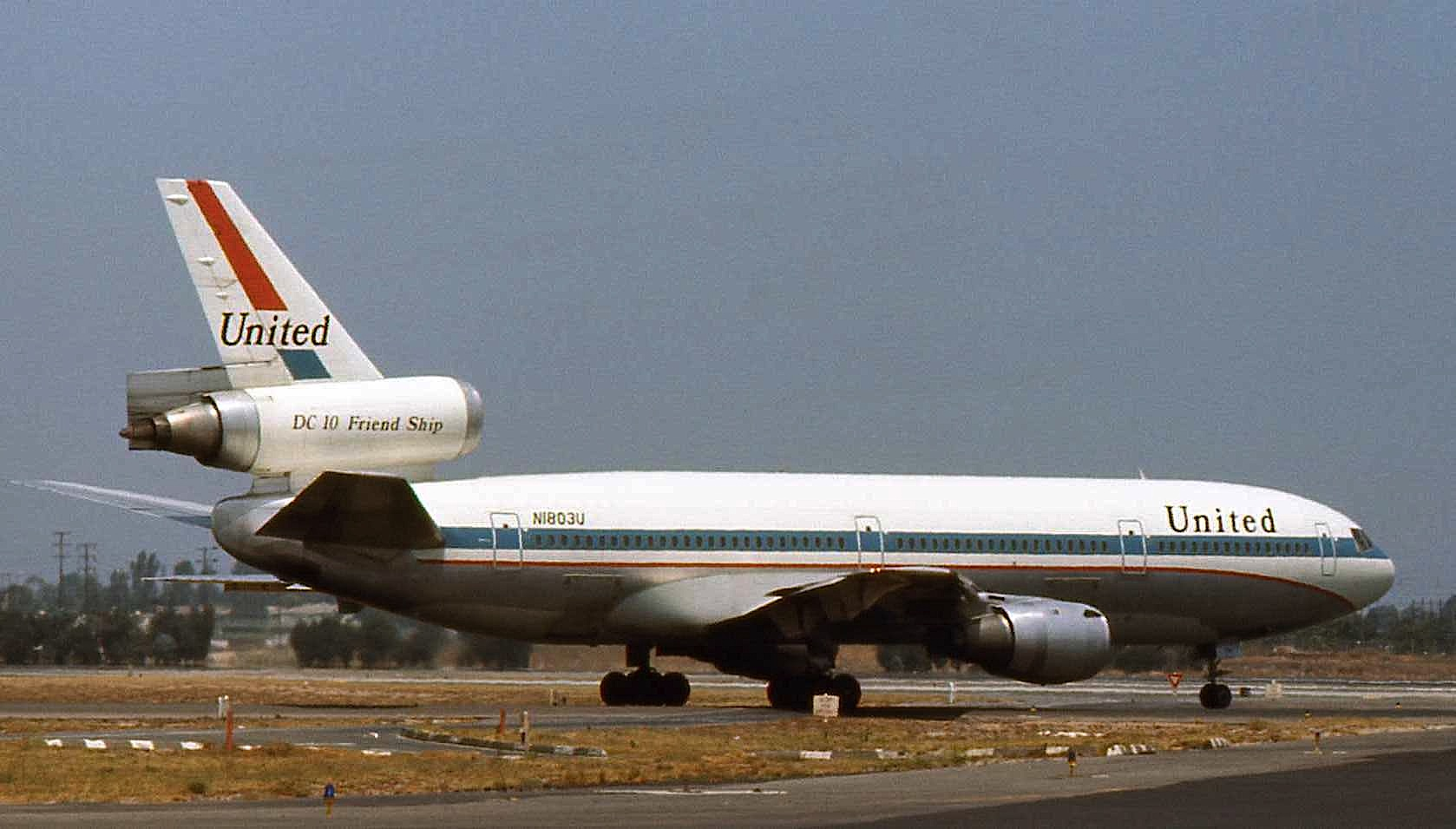
Eine McDonnell Douglas DC-10 der United Air Lines im Farbschema bis 1974

Das erste Strahlflugzeug war die Douglas DC-8. Von diesem Typ bestellte United am 29. Mai 1959 30 Flugzeuge, die ab dem 18. September 1959 geliefert wurden. In den folgenden Jahren beschaffte die Gesellschaft weitere 80 Flugzeuge dieses Typs. Von Boeing kaufte United Air Lines die 720, eine kleinere Version der 707.
Im Februar 1960 erhielt Sud Aviation den Auftrag für 20 Caravelle. Kurze Zeit darauf orderte United Air Lines zunächst 40 Boeing 727. Bei der Nachbestellung dieses Typs beschafft United auch Quick-Convertible-Versionen, die so schnell umgerüstet werden konnten, dass Flugzeuge tagsüber Passagiere und nachts Fracht beförderten.
Am 1. Juni 1961 übernahm United Air Lines die amerikanische Capital Airlines, deren Streckennetz die Ostküste der Vereinigten Staaten abdeckte, und wurde somit zur zweitgrößten Fluggesellschaft der Welt nach Aeroflot. Das erste Großraumflugzeug war die Boeing 747, die United am 23. Juni 1970 erhielt. United bemühte sich zudem ab den 1960er-Jahren bis in die 1980er-Jahre erfolglos in dem hoch-regulierten amerikanischen Luftfahrtsektor um die Erlaubnis, internationale Flugstrecken bedienen zu dürfen.
Im Dezember 1973 wurde United Airlines die bisher einzige Fluggesellschaft, die einen aktiven Präsidenten der USA auf einem regulären Linienflug transportiert hat. Flug UA55 von Washington DC nach Los Angeles hatte als Passagier Präsident Nixon an Bord. Dadurch erhielt die McDonnell-Douglas DC-10 das Rufzeichen "Executive One".
Im Jahr 1974 führte United ein neues Corporate Design in den Farben Orange, Rot, Blau und mit dem heute berühmten „U“ am Heck ein. Zeitgleich änderte die Gesellschaft ihren Namen von United Air Lines in United Airlines um.
Im Jahr 1968 war die Muttergesellschaft UAL, Inc. mit dem Ziel der Diversifikation als Holding gegründet worden. UAL, Inc. erwarb in den folgenden Jahren neben weiteren Tochterunternehmen die Hotelketten Westin (1970) und Hilton (1986) sowie den Autovermieter Hertz für 587,5 Millionen Dollar (1985). United hatte zudem 1971 das zentrale Reservierungssystem Apollo ins Leben gerufen und präsentierte sich fortan als übergreifender Reise-Konzern.

### 1980er-Jahre
Im Jahre 1981 startete United das Vielfliegerprogramm Mileage Plus, welches bis heute besteht. Im Jahr 1982 stellte sie als erste Fluggesellschaft die Boeing 767-200 in Dienst. Mit der Verbindung nach Tokio nahm die Fluggesellschaft 1983 die erste Trans-Pazifikstrecke in Betrieb. Bis zum Ende dieses Jahres kamen 12 weitere Pazifikstrecken hinzu. Im Jahr 1985 übernahm United von der defizitären Pan American World Airways neben Teilen deren Flugpersonals die Linienflugrechte für weitere Pazifikstrecken für 715,5 Millionen Dollar mitsamt den Flugzeugen Boeing 747SP und Lockheed TriStar. Die zuvor auf ein inner-amerikanisches Streckennetz beschränkte United (seit 1984 flog United als einzige US-Gesellschaft alle 50 Bundesstaaten der USA an) wandelte sich ab Mitte der 1980er Jahre zu einer der größten internationalen Fluggesellschaften weltweit.

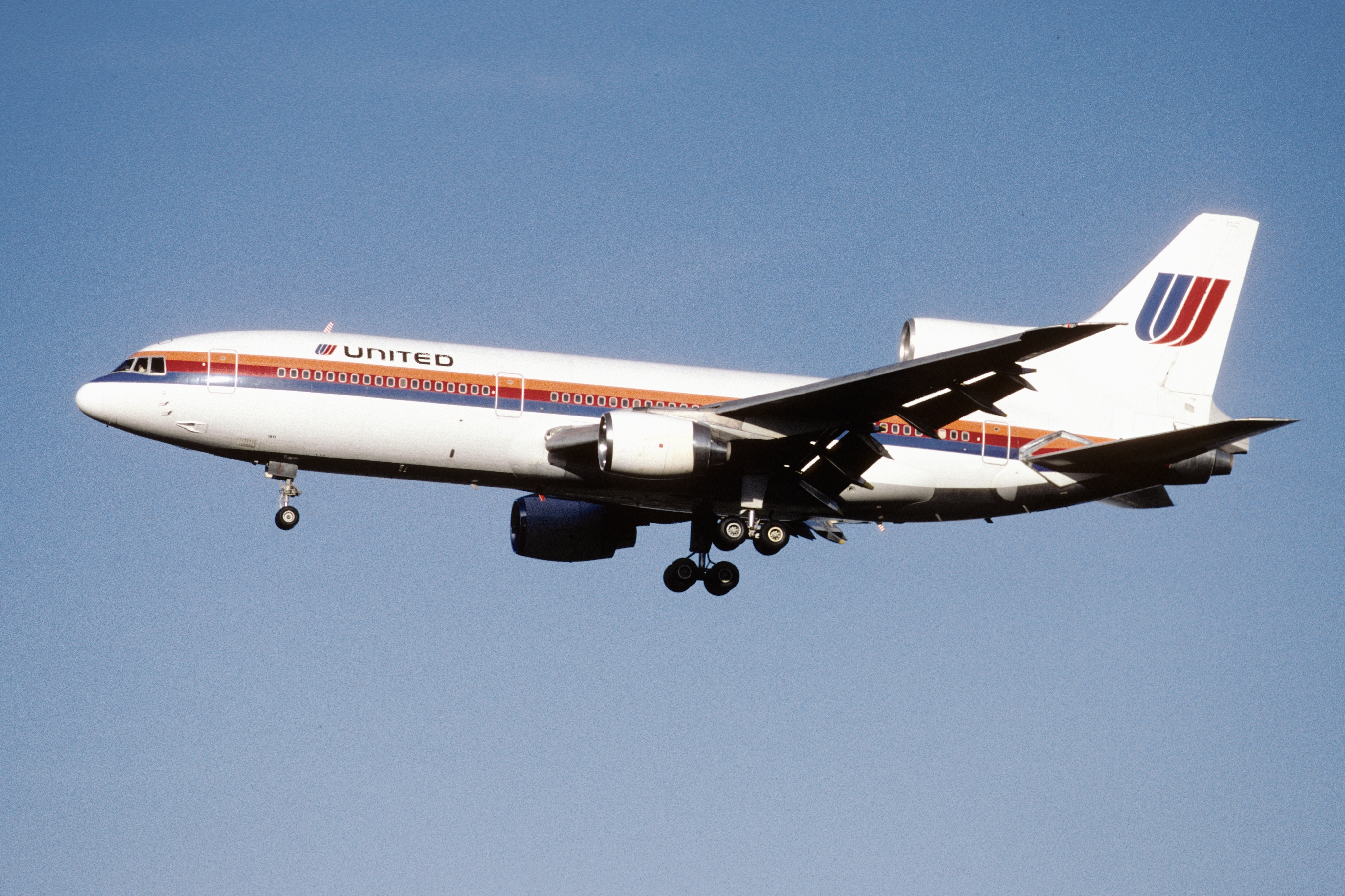
Eine Lockheed TriStar der United im Farbschema von 1974 bis 1993

Ab 1983 musste United nach einem Gerichtsentscheid 400 ehemalige Stewardessen wieder einstellen, denen in den 1960er Jahren gekündigt worden war, weil sie geheiratet hatten. Ungefähr 1.800 Flugbegleiterinnen waren damals entlassen worden, weil sie gegen die im Nachhinein als diskriminierend befundene Firmenvorschrift und damals gängige Praxis, als Stewardess unverheiratet bleiben zu müssen, verstoßen hatten.
Im Frühsommer 1985 endete zudem ein erbitterter Arbeitskampf der United-Piloten in einem fast einmonatigen Streik um einen besseren Tarifvertrag, während dessen zu Hoch-Zeiten nur 14 % des ursprünglichen Flugbetriebs aufrechterhalten werden konnten, welcher zwangsläufig auch das Flugbegleiter-Personal betraf, und welcher in der Folge zu immensen finanziellen Verlusten für das Unternehmen führte.
Anfang 1987 wurde UAL, Inc. in Allegis Corporation umbenannt. Noch im gleichen Jahr, nach einem missglückten Versuch der Unternehmensübernahme durch die eigenen Mitarbeiter (employee ownership), den die Gewerkschaft der Piloten (ALPA) vorangetrieben hatte, wurden die Tochtergesellschaften Hilton (an Ladbrokes) und Hertz (an ein Tochterunternehmen von Ford) verkauft. Der Verkauf von Westin erfolgte 1988 an die japanische Aoki Corporation. Ebenso 1988 wurde Allegis in UAL Corporation umbenannt, deren Haupt-Tochtergesellschaft nun United Airlines, Inc. war.

### 1990er-Jahre

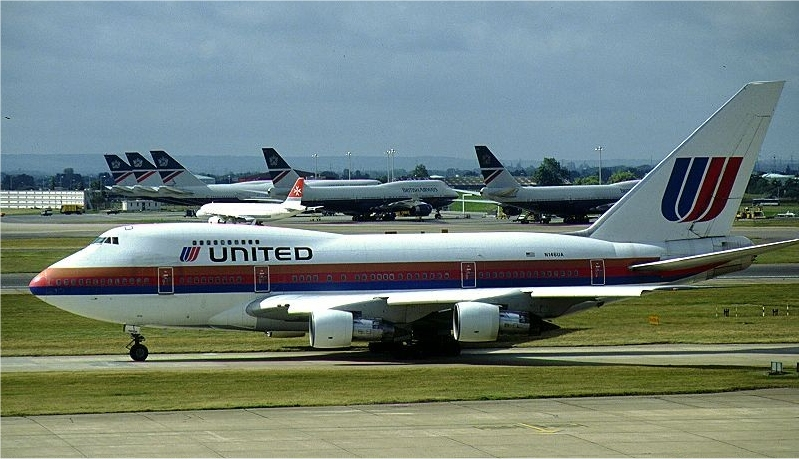
Eine Boeing 747-SP der United im Farbschema von 1974 bis 1993

Mit zwei Flügen nach Frankfurt begann United im Mai 1990 mit dem Linienverkehr nach Europa. Im Jahr 1990 kaufte United die Streckenrechte der in finanzielle Schwierigkeiten geratenen Pan Am nach London-Heathrow und lancierte den Flugverkehr im April 1991. Heathrow durfte bis 2007 nach dem sogenannten Bermuda-II-Abkommen auf Flugstrecken zwischen London und den USA aus protektionistischen Gründen neben zwei britischen Airlines (British Airways und Virgin Atlantic) lediglich von zwei US-Fluggesellschaften angeflogen werden: dies waren über Jahrzehnte Pan Am und TWA. Letztere veräußerte ihre Streckenrechte fast zeitgleich an American Airlines. Mit der Übernahme dieser exklusiven Streckenrechte etablierte United 1991 außerdem eine Basis für Flugbegleiter am Flughafen Heathrow, für die gegen den Widerstand der Gewerkschaft auch Nicht-US-Bürger als Bordpersonal rekrutiert wurden. Bis in die frühen 1990er Jahre bot United im Rahmen des Bermuda-II-Abkommens auch Flüge von Heathrow nach Berlin, Hamburg und München an. Im Zuge der internationalen Expansion wurden in den 1990er Jahren weitere Flugstrecken von der inzwischen insolventen Pan Am übernommen. Außerdem eröffnete United weitere Stationierungsorte für ihre Flugbegleiter außerhalb der USA mit vor Ort angeheuertem Kabinenpersonal, darunter in Paris (1992–2006), Santiago de Chile (1995–2002) und Taipeh (1993–2003). In Singapur (1986–2001 sowie 2006–2008) und Bangkok unterhielt das Unternehmen Stationen für lokal rekrutierte Flugbegleiter, die exklusiv auf United-Flügen innerhalb Asiens arbeiteten, nach Gewerkschaftsvorgaben andere Uniformen als das sonstige United-Kabinenpersonal trugen und nicht mit letzterem zusammenarbeiteten. Die Flugbegleiterbasis in London (seit 1991) besteht bis heute. Im Juni 2020 beschloss die Geschäftsführung von United Airlines, die Kabinenpersonal-Stationen in Hongkong (1995 eröffnet), Tokio (ab 1996) und Frankfurt am Main (ab 1996) aufgrund der COVID-19-Pandemie zu schließen, die dort angestellten US-Amerikaner und Greencard-Besitzer in die USA zu versetzen und die restliche Belegschaft, fast 600 Mitarbeiter, fristlos zu entlassen.
Mitte 1992 orderte United mit 50 Stück des 1988 auf den Markt gebrachten Airbus A320 zum ersten Mal in der Unternehmensgeschichte Flugzeuge des europäischen Flugzeugherstellers Airbus, die Ende 1993 geliefert wurden. Im Jahr 1996 bestellte United 24 Maschinen des A319. Bis heute verfügt United neben diesen beiden Typen über keine anderen Airbus-Flugzeuge, wenngleich die Fluggesellschaft im März 2010 25 Airbus A350-900 bestellte und diese Bestellung im Juni 2013 in 35 Airbus A350-1000 sowie Anfang September 2017 in 45 Airbus A350-900 mit erwarteter Auslieferung zwischen 2022 und 2027 umwandelte.
Im Jahr 1994 wurde nach Zugeständnissen in Höhe von fast 5 Milliarden Dollar von einem Teil der damals etwa 85.000 Mitarbeiter unter anderem in Form von Gehaltskürzungen, die beispielsweise durch das Auftreten von Southwest Airlines als Billigfluggesellschaft nötig geworden waren, ein Mitarbeiterbeteiligungsprogramm (employee stock ownership plan / ESOP) aufgelegt, durch den Teile der Belegschaft von United Airlines 55 % des gesamten Aktienkapitals des Unternehmens hielten. Die ESOP-Anteilseigner waren Mitglieder der Pilotengewerkschaft ALPA und über 50.000 Zugehörige der International Association of Machinists and Aerospace Workers; allein 25 % des Unternehmens waren in der Hand der damals ca. 10.000 United-Piloten. Die Flugbegleitergewerkschaft AFA hatte sich gegen eine Teilnahme ausgesprochen und stattdessen Lohnerhöhungen für das Kabinenpersonal durchgesetzt. United wandelte sich demzufolge in die weltweit größte Aktiengesellschaft im Besitz der eigenen Mitarbeiter (employee-owned corporation). Kritiker des ESOP-Planes bemängeln aus heutiger Sicht, dass durch die Kontrolle des Unternehmens von Seiten der Mitarbeiter (drei Sitze im Board of Directors), wichtige Personalentscheidungen bei United verhindert oder schmerzhafte, aber notwendige Rationalisierungsmaßnahmen nicht schon viel früher eingeleitet wurden. Die von den Mitarbeitern oftmals zur Altersvorsorge angesammelten Belegschaftsaktien waren bei Beendigung des ESOP-Programmes 2002 nahezu wertlos.
Im Frühjahr 1993 war das neue grau-blaue Farbdesign eingeführt worden. Ende 1994 ging als Reaktion auf die zunehmende Konkurrenz durch die Billigfluggesellschaft Southwest mit Shuttle by United (ab 1999: United Shuttle) eine „Airline innerhalb der Airline“ an den Start. Shuttle-Flüge wurden mit zuletzt 59 Boeing 737-Maschinen und mehr als 450 täglichen Flügen mit vermindertem Serviceangebot hauptsächlich zwischen San Francisco und Los Angeles, aber auch anderen Flughäfen im westlichen Teil der USA, zu niedrigen Preisen angeboten. Das Ende der 1990er Jahre durchaus profitable Konzept wurde schließlich im Oktober 2001 eingestellt und die Maschinen in die Hauptflotte zurückintegriert.
Im Jahr 1995 stellte United Airlines die damals neue Boeing 777-200 in Dienst, an deren Entwicklung die Gesellschaft maßgeblich beteiligt war. Ab Ende 1995 bot United nach dreijährigem Widerstand durch die eigenen Piloten als damals einzige Fluggesellschaft der Welt durch die Aufnahme von Neu-Delhi als Zielort planmäßigen Rund-um-die-Welt-Flugverkehr (around-the-world-service) von Los Angeles über Newark, London, New Delhi und Hong Kong zurück nach Los Angeles (jeweils in westlicher und östlicher Flugrichtung mit der durchgehenden Flugnummer „1“ beziehungsweise „2“) auf United-Maschinen an. Zuvor hatte nur Pan Am von 1947 bis 1982 Flüge rund um die Welt mit eigenen Linienflügen angeboten. 1999 wurde der Flugdienst nach Neu-Delhi, und damit der Rund-um-die-Welt-Flugverkehr, aufgrund der Asienkrise vorübergehend eingestellt, 2001 wieder aufgenommen und wenige Jahre später endgültig beendet. Im Mai 1997 gründete United Airlines zusammen mit Lufthansa, Air Canada, SAS und Thai Airways die Star Alliance, wobei United Ende der 1990er Jahre als größte Fluggesellschaft der Welt galt, bis sie im Januar 2001 von American Airlines durch deren Fusion mit Trans World Airlines (TWA) überholt wurde. Die Zeit zwischen 1995 und dem Ende der 1990er Jahre war, auch aufgrund der New Economy, wirtschaftlich erfolgreich für United Airlines. 1997 erreichte der Aktienkurs von United knapp die 100 Dollar-Marke und das Unternehmen beschäftigte in diesen Jahren knapp 100.000 Mitarbeiter.
Seit Juli 1997 ist das Rauchen auf allen United-Flügen weltweit verboten, nachdem per US-Gesetz das Rauchen bereits seit 1988 auf US-amerikanischen Inlandsflügen unter zwei Stunden Flugzeit und seit 1990 generell verboten war. Im Jahr 1971 hatte United als erste US-Fluggesellschaft separate Raucherabteile in den Flugzeugen eingerichtet. Spätestens ab Mitte der 1990er Jahre begann United auch auf dem internationalen Streckennetz, das Rauchen auf immer mehr Flügen zu verbieten. Zuletzt hatte die Gesellschaft Passagieren das Rauchen nur noch auf ausgewählten Strecken zwischen den USA und Südamerika oder Asien gestattet.

### 2000er-Jahre
Der damalige CEO, James Goodwin, vereinbarte Mitte 2000 mit den Piloten des Unternehmens einen Tarifvertrag, der Lohnsteigerungen von bis zu knapp 30 % enthielt, nachdem die Pilotengewerkschaft ALPA durch strategische Maßnahmen den Flugbetrieb massiv behindert hatte. Goodwins Motivation war eine geplante Übernahme des Konkurrenten US Airways, wofür er die Stimmen der Pilotenvertreter im Board of Directors und den Rückhalt der Piloten des Unternehmens benötigte. Diese Übernahme wurde allerdings letztendlich vom US-amerikanischen Justizministerium blockiert. US Airways trat in der Folge der Star Alliance bei. Aufgrund der hohen Lohnverpflichtungen, der gescheiterten Übernahme-Strategie und rückläufiger Umsatzzahlen durch die Anfang 2000 geplatzte Dotcom-Blase geriet United in eine finanzielle Krise. Für das erste Halbjahr 2000 meldete United Verluste in Höhe von über einer Milliarde Dollar.

#### Restrukturierung ab 2001

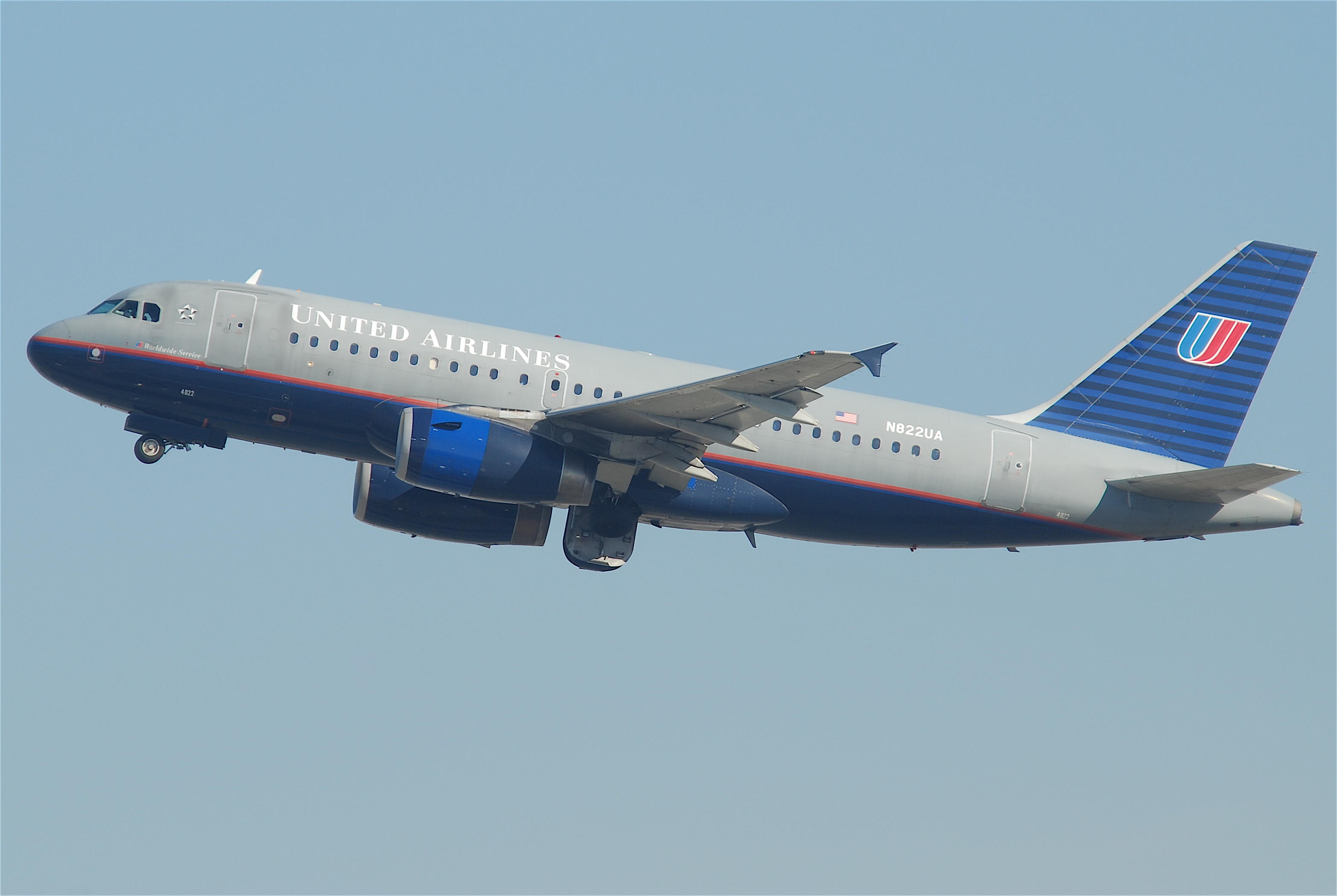
Airbus A319-100 der United im Farbschema bis 1997

Im Zuge der Terroranschläge am 11. September 2001 wurden neben zwei Maschinen der American Airlines auch zwei Flugzeuge von United entführt. Eine Maschine des Typs Boeing 767 (Flug 175) stürzte in einen der Twin Towers des World Trade Centers in New York. Die zweite Maschine vom Typ Boeing 757 (Flug 93) – bei der man davon ausgeht, dass sie das Kapitol oder den Amtssitz des Präsidenten hätte treffen sollen – kam in Pennsylvania zum Absturz.
Nach immensen Umsatzverlusten infolge der finanziellen Krise, in welche alle großen US-Fluggesellschaften nach den Terroranschlägen gerieten, und schließlich aufgrund der Ablehnung einer Kredithilfe von staatlicher Seite begann das Unternehmen am 9. Dezember 2002 in den USA mit dem Konkursverfahren unter Gläubigerschutz. Das operative Geschäft wurde seitdem ununterbrochen fortgeführt. Zusätzlich hatte das Unternehmen mit hohen Lohnkosten, Arbeitskämpfen, der ineffizienten Organisationsstruktur, steigenden Treibstoffpreisen sowie der zunehmenden Konkurrenz durch Low-Cost-Airlines auf dem US-Markt zu kämpfen. Die Folge waren im Rahmen von drastischen Kosteneinsparungsmaßnahmen zahlreiche Entlassungen. Von ursprünglich ca. 100.000 Mitarbeitern blieben 2003 noch knapp 57.000 Beschäftigte übrig. Unbezahlte Beurlaubungen, Lohn- und Gehaltskürzungen, das Aufkündigen der Pensionsverpflichtungen, das Schließen aller Stadtbüros in den USA, das vorübergehende Stilllegen einiger Flugzeuge sowie das Streichen einiger bestehender und geplanter Flugverbindungen waren weitere Folgen. Der Mitarbeiterbeteiligungsplan ESOP wurde aufgelöst, die Aktien des Unternehmens waren 2003 noch um die 60 Cents wert. Der Standort Miami verlor dabei seinen Status als International Gateway nach Südamerika, die dortige Basis für Kabinencrews wurde geschlossen. Internationale Stationen für Kabinencrews in Santiago de Chile, Taipeh und Paris wurden ebenso geschlossen.
Bei allen Rationalisierungsmaßnahmen hat das Unternehmen während der Reorganisationsphase einige Projekte gestartet, die größtenteils bis dato beibehalten wurden:
- United rüstete sukzessive die vorderen Reihen der Economy-Kabinen ihrer gesamten Flotte um und richtete als Premium Economy Class sogenannte Economy-Plus-Zonen ein, die sich vom Rest der Kabine durch mehr Beinfreiheit (etwa 12 cm) unterscheiden und als Bindeglied zwischen der Economy und der Business-Klasse fungieren sollen. Das Economy-Plus-Projekt war bereits 1999 gestartet worden.[43] Diese Sitzreihen sind grundsätzlich für Vielflieger und Inhaber teurer Tickets reserviert. Gegen Aufpreis können allerdings auch Passagiere mit ermäßigten Tickets Economy-Plus-Sitze erwerben, falls jene kurzfristig noch verfügbar sind.
- Ende 2003 begann die Unternehmenstochter Ted (letzte Silbe von United), ähnlich wie zuvor schon Shuttle by United, als Antwort auf die amerikanischen Billigfluggesellschaften ihren Dienst vom eigenen Drehkreuz in Denver. Neben einem ausgedehnten nationalen Streckennetz bot Ted auch drei Ziele in Mexiko, etwa Cancún an. Am 3. Juni 2008 gab United bekannt, ihre Tochter Ted zum 4. Januar 2009 in die Hauptflotte zurück zu integrieren. Die Flotte bestand zuletzt aus 56 Maschinen vom Typ Airbus A320 für je 156 Passagiere.
- Im Jahr 2004 wurde der prestigeträchtige p.s. – Premium Service auf den Strecken zwischen New York und Los Angeles sowie San Francisco mit rekonfigurierten und in drei Service-Klassen unterteilten Boeing 757 ins Leben gerufen (ab 2012 in Zwei-Klassen-Bestuhlung umgebaut).
- Im Herbst 2004 wurde nach nur neun Jahren wieder ein neues Firmendesign eingeführt. Eine Boeing 777-200 erhielt als erste Maschine den neuen weiß-blauen Anstrich.
- Im Dezember 2004 wurde die Verbindung von San Francisco nach Ho-Chi-Minh-Stadt (Saigon) in Vietnam lanciert. Es hatte seit dem Ende des Vietnamkrieges 1975 keine Flugverbindung einer US-amerikanischen Fluggesellschaft nach Vietnam gegeben.
- Anfang des Jahres 2006 präsentierte United auf den Zubringerstrecken durch Regional-Jets das Produkt explus. Die kleineren Flugzeuge des United-Express-Streckennetzes mit 60 bis 70 Sitzplätzen, welche vorher durchgängig als Economy bestuhlt waren, wurden dabei um eine First-Class-Kabine mit Ledersitzen und eine Economy-Plus-Sektion mit größerer Beinfreiheit erweitert. Es gibt keine unbeliebten Mittelsitze an Bord. Auf Flügen über 2,5 Stunden wird wieder Essen serviert.

Der damalige CEO von United, Glenn Tilton, der ursprünglich 2002 ins Unternehmen gebracht worden war, um eine Insolvenz abzuwenden, ließ Ende 2005 verlautbaren, dass die Fluggesellschaft finanziell gestärkt und weit besser dastehe als drei Jahre zuvor. Wenn man die Kosten für die Umstrukturierung der Gesellschaft außer Acht ließ – alleine für Unternehmensberatung und Rechtsberatung waren 370 Millionen US$ ausgegeben worden –, erzielte United im dritten Quartal 2005 einen operativen Gewinn von 165 Millionen US-Dollar. Von einem Konsortium um Citigroup und JP Morgan wurden der Gesellschaft 2,5 Mrd. US$ frisches Kapital zur Verfügung gestellt.
Nach Verlautbarungen der Presse operierte United damals mit Kosten, die nur 20 % über denen der sogenannten Low Cost Carrier liegen. Die 20 % höheren Kosten sollten jedoch nicht weiter zu drücken versucht werden, sondern man ging davon aus, dass der angebotene Service mit mehreren Klassen, Lounges, Essen und Getränken einen moderaten Mehrpreis rechtfertige.

#### Beendigung des Gläubigerschutzes 2006

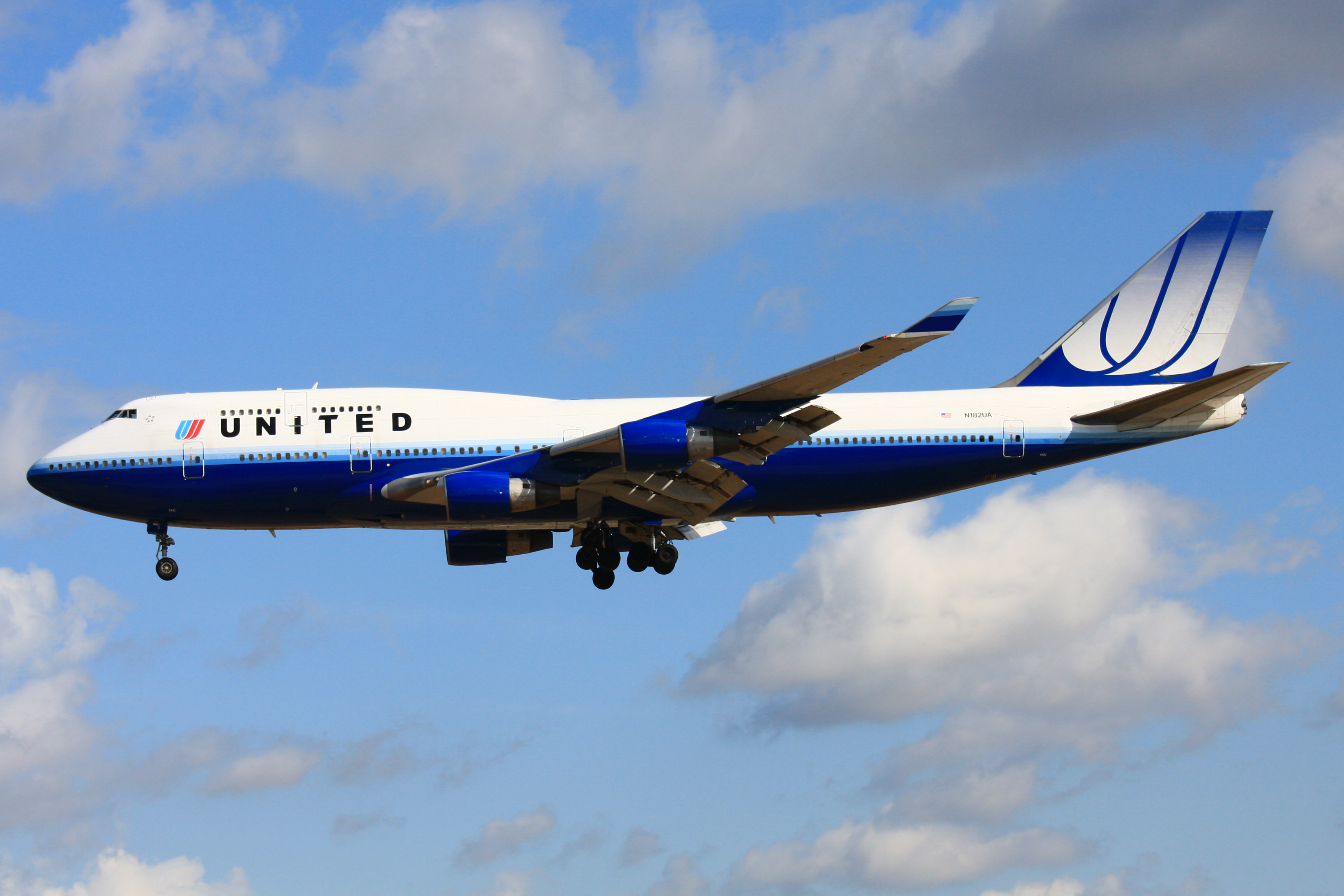
Eine Boeing 747-400 der United im Farbschema bis 2011

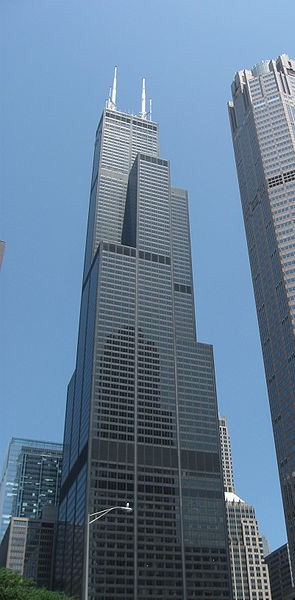
Willis Tower in Chicago, seit 2010 Sitz der Betriebszentrale und seit 2012 auch Sitz der Firmenzentrale von United

Am 1. Februar 2006 beendete United Airlines nach einer dreijährigen Restrukturierungsphase das Insolvenzverfahren formell durch Vorlage eines Reorganisationsplanes. Während dieser Zeit waren die jährlichen Kosten der Airline um ca. 7 Milliarden US$ verringert worden, was den Verkauf von ca. 100 Flugzeugen mit sich gebracht und für viele der Mitarbeiter zweimalige Lohnkürzungen bedeutet hatte.
Einen Tag nach Beendigung des Gläubigerschutzes notierte die Muttergesellschaft UAL Corporation mit 3,7 Millionen Aktien als Aktiengesellschaft am New Yorker NASDAQ (Kürzel: UAUA). Der Wert einer Aktie betrug am Ende des ersten Handelstages ca. 37 US$. Der Ausgabekurs war mit 40 US$ angesetzt worden. Am Vortag handelte die Aktie zu einem Pretrading-Kurs von 42,50 US$. Im Vorfeld hatten Analysten für den Ausgabepreis mit einem Schätzwert von ca. 15 US$ spekuliert. Der CEO von United, Glenn Tilton, eröffnete die NASDAQ-Börse an diesem Tag morgens mit einer Live-Schaltung vom Flughafen Chicago O’Hare. Die alten Aktien der Gesellschaft, die am NYSE mit einem Stückwert von 0,13 US$ notiert waren, wurden somit wertlos. Mitte Januar 2007 überstieg die Aktie für kurze Zeit die 50-Dollar-Marke.

#### Konsolidierung im US-Luftverkehrsmarkt ab 2007
Die Gerüchte um eine Fusion zwischen United und einem der anderen großen US-Carrier, wie beispielsweise der damals finanziell gestärkten US Airways, kursierten seit der Zeit des Gläubigerschutzes, auch wenn CEO Glenn Tilton dies damals dementierte. Diese Vermutungen wurden allerdings unter anderem durch die Tatsache gestützt, dass sich das Top-Management bei der Ausgabe der neuen Aktienpakete im Wert von ca. 10 Millionen US$ für sich selbst gesichert hatte. Ein „Employee Stock Incentive Plan“ verteilte Aktien im Wert von 2 Milliarden US$ unter allen übrigen Mitarbeitern. Anfang 2007, als Spekulationen um eine Übernahme von Delta Air Lines durch US Airways in den Medien kursierten, wurde auch vermutet, dass United im Rahmen einer Konsolidierungswelle im US-amerikanischen Airline-Sektor die Konkurrentin Continental Airlines übernehmen könnte. Es gab dazu von keiner der Airlines eine offizielle Stellungnahme.
Glenn Tilton war allerdings ein ausgesprochen großer Befürworter der Konsolidierung auf dem amerikanischen Airline-Segment. Er hatte sich für eine Gesetzesänderung in den USA starkgemacht, die einen größeren Anteil von ausländischen Investoren an US-Airlines erlaubt hätte – eine der noch nicht umgesetzten Bedingungen für das 2007 zustande gekommene Open-Skies-Abkommen zwischen den USA und der EU. Das Gesetz wurde in den USA bisher nicht geändert.
Seit Ende 2007, Anfang 2008 wurde erneut spekuliert, dass United mit Delta Air Lines fusionieren könnte, nachdem der Hedgefonds Pardus Capital Management, der Anteile an beiden Airlines hielt, dazu angeregt hatte. Da ein Zusammenschluss von Delta Airlines und Northwest Airlines allerdings ein größeres Einsparungspotenzial mit sich gebracht hätte, wurde schon damals vermutet, dass United sich im Gegenzug mit Continental Airlines verschmelzen könnte. Alle beteiligten Fluggesellschaften lehnten jegliche Kommentare ab. Am 14. April 2008 wurde offiziell die Fusion von Delta Air Lines und Northwest Airlines zur größten Fluggesellschaft der Welt bekannt gegeben. Ein Zusammenschluss zwischen United und Continental Airlines, der Delta und Northwest in der Größe noch übertroffen hätte, wurde am 26. April 2008 seitens Continental ausgeschlossen.

### 2010er-Jahre

#### Fusion mit Continental Airlines 2010

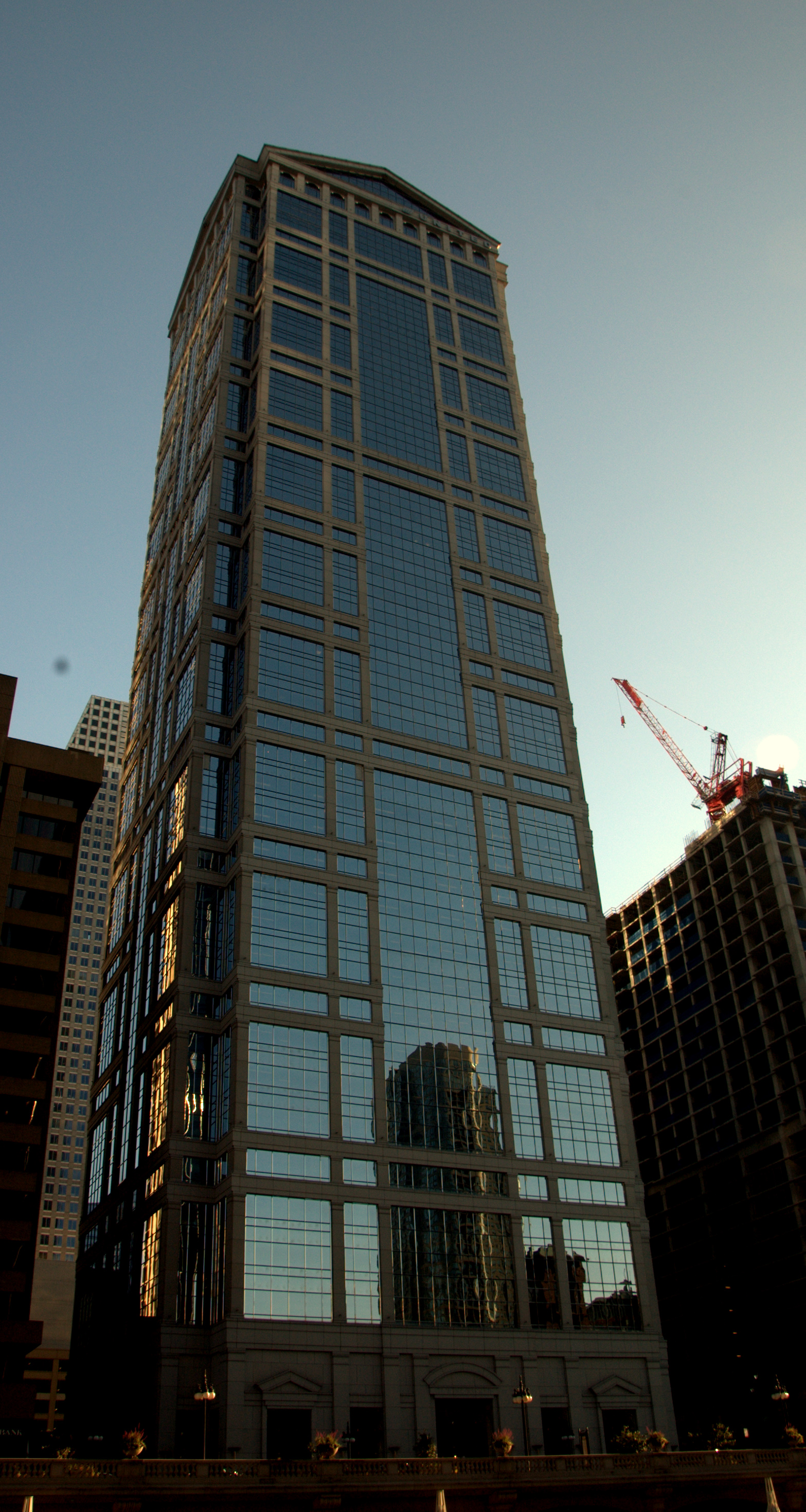
77 West Wacker Drive in Chicago, ehemaliger Sitz der Firmenzentrale von United (2006–2012)

Im April 2010 wurde berichtet, dass United wieder in Fusions-Gesprächen mit US Airways stehe. Gleichzeitig wurde vermutet, dass diese Gespräche dazu dienen sollten, Continental Airlines zu bewegen, eine Fusion mit United – welche eine größere Steigerung des gemeinsamen Marktwertes als ein Zusammenschluss mit US Airways geboten hätte – erneut in Betracht zu ziehen. Eine Hürde für eine Fusion stellte der Widerstand der in den Unternehmen vertretenen Gewerkschaften der unterschiedlichen Arbeitnehmergruppen dar. Am 3. Mai 2010 wurde bekannt gegeben, dass United mit Continental unter dem Markennamen United Airlines fusionieren will. United übernahm dabei Continental Airlines für 3,2 Milliarden US-Dollar in Aktien. Vorsitzender und CEO der neuen United wurde Jeff Smisek, der bis zur Fusion CEO von Continental Airlines gewesen war. Glenn Tilton wechselte in eine Aufsichtsrats-Funktion innerhalb des Board of Directors des Unternehmens. Ende September 2010 begann der Fusionsprozess unter dem Dach des neuen Mutterkonzerns United Continental Holdings, der sich im Juni 2019 umbenannte in United Airlines Holdings.
Zum 11. November 2011 sollte das Air Operator Certificate der beiden Gesellschaften zusammengelegt werden. Dieser Schritt erfolgte schließlich zum 1. Dezember 2011. Die beiden Gesellschaften flogen in der Folge rechtlich als eine Airline. Am 3. März 2012 fand der letzte Flug unter dem Namen Continental Airlines statt. Seither werden alle Flüge unter dem Namen United Airlines durchgeführt, wenngleich firmenintern der separate Betrieb der beiden Fluggesellschaften, beispielsweise in Bezug auf die Besatzung aufgrund von getrennten Tarifverträgen erst zum 1. Oktober 2018 vollständig aufgegeben wurde.
Seit der Fusion mit Continental Airlines gehören die Streckennetze von Continental, Continental Express, Continental Connection, Continental Micronesia sowie Continental Cargo zum Unternehmen, die seit 3. März 2012 allesamt unter dem Namen United Airlines firmieren.
United unterhält seit der Fusion mit Continental als einzige US-amerikanische Fluggesellschaft die eigene Catering-Gesellschaft Chelsea Food Services für die Flugzeugessen. Das Unternehmen war bis zur Fusion im Besitz von Continental Airlines. United hatte vor der Fusion Verträge mit Gate Gourmet und LSG Sky Chefs.

#### Ab 2011

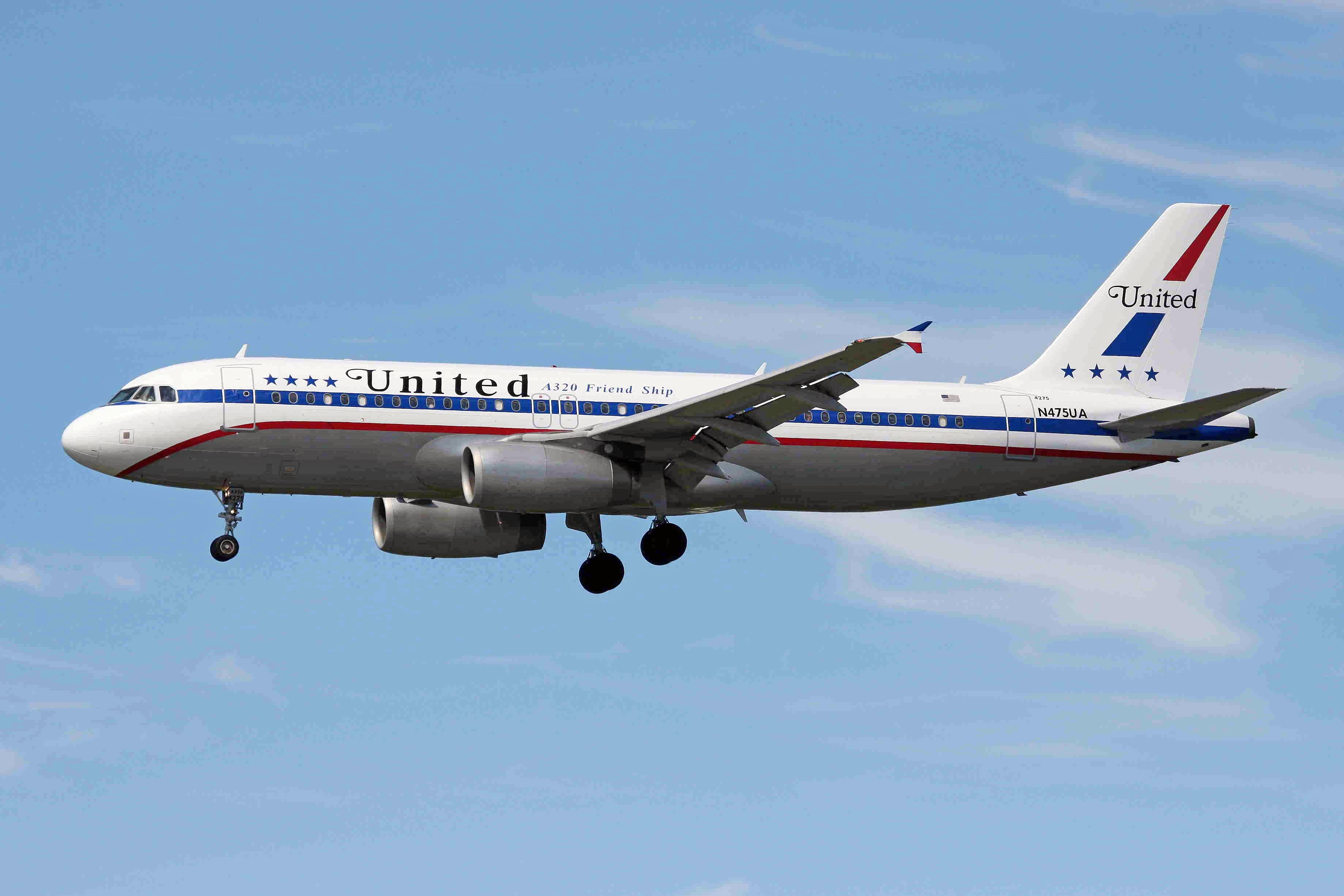
Airbus A320 der United im historischen Farbschema der 1970er-Jahre

Zum 85-jährigen Bestehen der Fluggesellschaft wurde 2011 ein Airbus A320-200 mit dem Luftfahrzeugkennzeichen N475UA und dem Taufnamen „Friend Ship“ in das Farbschema der 1970er-Jahre umlackiert. Laut United sei die historische Bemalungsvariante nach einer Abstimmung der Mitarbeiter ausgewählt worden.
Im Juni 2012 wurde bekannt, dass United Airlines ihre Aktivitäten am Flughafen Houston verringern werde, da die Stadt dem Konkurrenten Southwest Airlines Langstreckenflüge ab dem Flughafen Houston Hobby genehmigt hatte. So wurde die neue Route von Houston nach Auckland, die mit der neuen Boeing 787 durchgeführt werden sollte, nicht verwirklicht, ebenso wurden einige andere unrentable Langstrecken gestrichen. Ein Teil der Aktivitäten sollte an den Flughafen Denver verlagert werden.
Im Jahr 2013 musterte United sowohl ihre letzten Boeing 737-500 als auch die verbliebenen Boeing 767-200ER aus.
Im Juni 2015 gab United die Absicht bekannt, für 100 Millionen US-Dollar eine Beteiligung von 5 % an der brasilianischen Fluggesellschaft Azul Linhas Aéreas zu erwerben. Gleichzeitig wollen die beiden Gesellschaften eine strategische Allianz eingehen, die Code Sharing und gegenseitige Vorteile im jeweiligen Vielfliegerprogramm umfassen soll. United wird einen Sitz im Verwaltungsrat von Azul einnehmen.
Im Mai 2016 gab United bekannt, mit der Route Houston-Lagos ihre letzte Verbindung nach Afrika zum 1. Juli 2016 einzustellen. Im Juni 2016 kündigte United für Dezember 2016 die Einführung von United Polaris an. Mit dem nach dem Polarstern als Orientierungspunkt für Reisende benannten Produkt werden, insbesondere auf internationalen Flügen, die Ausstattung und der Service in den Premium-Kabinen verbessert. Die Business- bzw. BusinessFirst-Klasse wird in United Polaris Business Class umbenannt, und bis zu ihrer gänzlichen Abschaffung wird auf dreiklassigen Flugzeugen aus der Global First Class übergangsweise die United Polaris Global First. Mit dem neuen Konzept, das auch die Eröffnung von neuen Polaris-Flughafenlounges vorsieht, sollen in den vorderen Kabinenbereichen unter anderem ungeliebte Mittelsitze verschwinden und ein gehobenes Bordessen nebst weiteren Annehmlichkeiten offeriert werden.
Am 9. April 2017 wurde ein Passagier des United-Express-Flugs 3411 der Republic Airline von Chicago nach Louisville, der im Auftrag von United durchgeführt wurde, am Chicago O’Hare International Airport von drei herbeigerufenen Sicherheitsbeamten des städtischen Chicago Department of Aviation (CDoA) gewaltsam aus dem Flugzeug gezerrt und dabei verletzt, nachdem er sich zuvor mehrfach geweigert hatte, die Maschine zu verlassen. Hintergrund war, dass kurzfristig Flugpersonal von Republic Airline betriebsbedingt auf dem ausgebuchten Flug reisen sollte (Dead-Head-Flug) und dafür vier gebuchte Passagiere, die bereits an Bord waren, ihre Plätze aufgeben mussten. Nach erheblicher medialer Kritik und internationaler Berichterstattung über von Passagieren gedrehte und ins Internet gestellte Videos des Vorfalls entschuldigte sich der CEO Oscar Muñoz öffentlich, nachdem er zuvor noch in internen Mails das Vorgehen seiner Mitarbeiter verteidigt hatte. Der Aktienwert verlor für wenige Tage in der Spitze mehr als vier Prozent durch diesen Vorfall. Als Reaktion kündigte United einen 10-Punkte-Plan an, der künftig Ereignisse dieser Art verhindern soll. Vertreter amerikanischer Airlines, darunter Muñoz, wurden daraufhin zu einer Kongress-Anhörung geladen. Das CDoA beurlaubte die drei beteiligten Sicherheitsbeamten und deren Vorgesetzten zunächst, kündigte in der Folge dem Beamten, der den Passagier verletzt hatte, und dessen Vorgesetztem und belegte die übrigen beiden Beamten mit Disziplinarstrafen. Von der Uniform aller CDoA-Sicherheitsbeamten wurde als Konsequenz das Wort „Police“ (dt. Polizei) entfernt. Seither sind Polizeibeamte der Stadt Chicago (Chicago Police Department) für Zwischenfälle dieser Art zuständig. Der betreffende Passagier und seine Anwälte einigten sich im Anschluss außergerichtlich mit United.
Wie die gesamte Branche erlitt United im Sommer 2020 massive Verluste aufgrund der COVID-19-Pandemie. Ende Juli wurde für September ein Zwangsurlaub für ein Drittel aller Piloten in Aussicht gestellt. Bis dahin wurde die Gesellschaft bei der Lohnzahlung vom Staat unterstützt. Die Gesellschaft schätzte den Gesamtverlust für das dritte Quartal auf 25 Millionen Dollar pro Tag.

## Firmenleitung
Seit 1931 ist United von 14 verschiedenen CEOs bzw. Vorsitzenden geleitet worden.
- Scott Kirby (* 1967)
2020–dato; Kirby war zuvor Präsident bei United Airlines als auch bei US Airways und American Airlines.
- Oscar Muñoz (* 1959)
2015–2020; Muñoz, ein ehemaliger Eisenbahn-Topmanager und Boardmitglied bei Continental seit 2004 sowie United-Boardmitglied seit 2010, trat Anfang September 2015 als CEO an, um unter anderem die Post Merger Integration des Unternehmens zum Abschluss zu bringen, die acht Jahre nach dem Zusammenschluss mit Continental Airlines am 1. Oktober 2018 vollzogen wurde. Nach fünf Wochen im Amt erlitt Munoz nach Presseberichten am 15. Oktober 2015 einen Herzinfarkt,[71] und Uniteds Board of Directors bestimmte eine Woche darauf den bisherigen, seit 2010 im Unternehmen tätigen Justiziar von United, Brett Hart, kommissarisch als Krankheitsvertretung.[72] Am 14. März 2016 nahm Muñoz nach einer Herztransplantation seine Tätigkeiten als CEO der United Airlines wieder auf.[73]
- Jeffrey 'Jeff' Alan Smisek (* 1954)
2012–2015; Smisek, ein Rechtsanwalt und CEO von Continental Airlines von 2008 bis 2012, scheiterte unter anderem an der fusionsgefolgten Integration bei United. Kritiker werfen Smisek neben schlechten Arbeitgeber-Arbeitnehmer-Beziehungen den mangelhaften Umgang mit massiven IT-Problemen bei United vor, die wiederholt zu zahlreichen Flugverspätungen oder -ausfällen geführt hatten.[74] Am 8. September 2015 wurde Smisek im Rahmen einer Untersuchung der amerikanischen Bundesbehörden, die bereits im Februar 2015 anlässlich einer möglichen illegalen Einflussnahme auf Beamte der Hafenbehörde von New York und New Jersey eingeleitet worden war, zusammen mit zwei weiteren United-Topmanagern[75] überraschend abgelöst.[76] Die drei Gewerkschaften der Piloten, der Flugbegleiter und des Bodenpersonals bei United begrüßten Smiseks Rücktritt in der Presse.[77]
- Glenn Tilton (* 1948)
2002–2012; Tilton, ein langjähriger Chevron Texaco Manager wurde im September 2002 als Branchenfremder rekrutiert, drei Monate später ging United in Insolvenz;[78] Tilton erzielte durch das Chapter 11 Verfahren massive Einsparungsmaßnahmen und war ein Befürworter der Konsolidierung im Airlinesektor; er führte schließlich die Fusion mit Continental herbei; Tilton übergab sein Amt 2012 dem CEO von Continental, Jeff Smisek.
- John 'Jack' W. Creighton, Jr. (* 1933)
2001–2002; wurde als Interims-CEO ernannt, weil zunächst kein anderer Top-Manager die Position übernehmen wollte und war mit den massiven Problemen nach dem 11. September 2001 konfrontiert; seine Bestrebungen nach staatlichen Subventionszahlungen schlugen fehl.
- James E. Goodwin
1999–2001; Goodwin, zuvor Marketing-Chef von United, besänftigte die United-Piloten im Jahr 2000 nach Tarifstreitigkeiten mit immensen Lohnsteigerungen und versuchte eine Fusion mit US Airways herbeizuführen, die letztendlich von den Kartellbehörden untersagt wurde; Goodwin trat Ende Oktober 2001 zurück, nachdem er einen Brief an die United-Belegschaft veröffentlicht hatte, der den Untergang der Fluggesellschaft innerhalb eines Jahres prophezeite und die Gewerkschaften daraufhin seinen Rücktritt forderten.[40][79]
- Gerald 'Jerry' Greenwald
1994–1999; Greenwald, ein Chrsyler-Topmanager, war die erste Wahl der Mitarbeitervertreter nach Inkrafttreten des ESOP; unter ihm wurde 1995 die Star Alliance ins Leben gerufen und die von United mitgestaltete Boeing 777 in die Flotte integriert sowie United Shuttle in Kalifornien gestartet (alles noch von seinem Vorgänger Wolf geplant); Greenwald galt in Zeiten des wirtschaftlichen Aufschwungs als CEO, der mit den Mitarbeitern auf Kommunikation statt auf Konfrontation setzte. Den von Greenwald nach Ablauf seines Vertrages zu seinem Nachfolger vorgeschlagenen John Edwardson verhinderte die Pilotengewerkschaft und nominierte stattdessen James Goodwin.[80]
- Stephen Wolf (* 1941)
1987–1994; Wolf, ein Airlineveteran seit 1966 (CEO von Continental Airlines, Republic Airline und Tiger International) trieb die internationale Expansion von United voran, verkaufte Westin und Hilton; Wolf konzipierte 1993 mit Lufthansa-Chef Weber die Star Alliance;[81] Wolf musste gehen als der ESOP-Plan in Kraft trat; die Piloten hatten seine erfolgreichen, wenngleich schmerzhaften Restrukturierungsmaßnahmen zum Teil boykottiert, weil sie eine Aufwertung des Unternehmens und damit eine Verteuerung des Preises für die Unternehmensübernahme durch die Mitarbeiter befürchteten; Wolf war im Anschluss CEO von US Airways von 1996 bis 1998.
- Frank A. Olson
1987–1987; Olson, seit 1977 Chef von Hertz, änderte den Firmennamen zurück in UAL bzw. United, schmälerte die interne Verwaltung und verkaufte Hertz; Olson behielt seinen Chefposten bei Hertz, während er United leitete und wechselte im Oktober 1987 zurück zu dem Mietwagenunternehmen.[82]
- Richard 'Dick' J. Ferris (* 1936)
1979–1987; unter Ferris (seit 1971 als Leiter der Cateringsparte im Unternehmen) wurden Hertz und Hilton aufgekauft, um United in einen Reisekonzern zu transformieren, sowie UAL in Allegis umbenannt; Nachdem die United-Piloten im April 1987 vergeblich versucht hatten, Allegis für 4,5 Milliarden Dollar zu kaufen, begannen massive Umstrukturierungsmaßnahmen; in Ferris' Amtszeit fiel der Pilotenstreik von 1985, der dem Unternehmen massive Umsatzeinbußen bescherte; Ferris trat im Juni 1987 zurück.[83][84]
- Edward 'Eddie' Carlson (* 1911, † 1990)
1971–1979; ehemaliger Westin-Manager und -CEO wurde nach dem Aufkauf von Westin durch UAL CEO bei United; Carlson war bekannt für sein gutes Verhältnis zu der Belegschaft. Unter ihm wurde ein neues Farbschema für die Flugzeugbemalung eingeführt und United Air Lines in United Airlines verkürzt; Carlson führte United durch Restrukturierungsmaßnahmen von einem Verlust von 40 Millionen Dollar 1970 zu positiven Einkünften von 86,4 Millionen Dollar im Jahr 1974;[85] Zum Ende seiner Amtszeit trat der Airline Deregulation Act in Kraft. Carlson schlug seinen Nachfolger, Richard Ferris, selbst vor.
- George Keck
1966–1971; Unter Keck verschlechterte sich das Betriebsklima; er verlor einen Kampf mit der Pilotengewerkschaft, die erfolgreich einen (aus technischer Sicht nicht notwendigen) dritten Mann im Cockpit der 1967 neu eingeführten Boeing 737 als Flugingenieur durchsetzte, was dem Unternehmen hohe Kosten bescherte (erst 1981 auf zwei Piloten reduziert); Keck rief die UAL Corporation ins Leben, deren Tochterunternehmen United Air Lines wurde; nachdem ein neu geschaffenes Reservierungs-System nicht betriebsfähig war, musste Keck gehen.
- William A. Patterson (* 1899, † 1980)
1934–1966; Patterson, der einen guten Umgang mit der United-Belegschaft pflegte, wird die Erschaffung des Flugbegleiter-Berufs zugeschrieben; er kaufte 1961 Capital Airlines, wodurch United am Wettbewerber American Airlines als weltgrößte Fluggesellschaft vorbeizog; unter Patterson wurde der Slogan „fly the friendly skies“ eingeführt, und United galt als eine sowohl bei Mitarbeitern als auch bei den Kunden hoch angesehene Fluggesellschaft; Pattersons über 30-jährige Amtszeit ist mit Abstand die längste in der Geschichte von United.
- Philip G. Johnson (* 1894, † 1944)
1926 Präsident der Boeing Company, 1929 Präsident der United Aircraft and Transport Corporation, 1931 Präsident von United Air Lines. Johnson musste seinen Posten 1934 aufgeben, nachdem ihm eine Beteiligung am Luftpost-Skandal von 1930 vorgeworfen worden war.

## Firmenzentrale
Der Bau der United-Firmenzentrale im nahe dem O’Hare-Flughafen gelegenen Vorort von Chicago, Elk Grove Village, begann 1962 und wurde 1968 fertiggestellt. Als Architekt wurde Bruce J. Graham engagiert. Auf einem Gelände von ca. 66 Acre (ca. 26,7 ha) Grundfläche befinden sich mehrere Gebäude, ein ehemaliges betriebseigenes Ausbildungszentrum, ein künstlich angelegter See und Tennisplätze.
Ende 2006 zogen ca. 350 leitende Angestellte und Mitarbeiter von United von Elk Grove Village in das neue United Building (77 West Wacker Drive) in der Chicagoer Innenstadt, wo die neue Firmenzentrale eingerichtet wurde. In Elk Grove Village verblieb die Betriebszentrale (operations center). Die Stadt Chicago hatte dem Unternehmen Steuervergünstigungen in mittlerer, zweistelliger Millionenhöhe angeboten, damit es den Standort Chicago nicht aufgibt.
Im Jahr 2010 bezog ein Teil der United-Belegschaft den Willis Tower (ehemals Sears Tower) in der Chicagoer Innenstadt als neue Betriebszentrale. Der Standort Elk Grove Village wurde aufgegeben und zum Verkauf angeboten. Im Zuge der Fusion mit Continental Airlines wurde deren Firmenzentrale in Houston aufgegeben. Ende April 2012 gab United bekannt, die Firmenzentrale, ebenso wie bereits die Betriebszentrale, im Willis Tower, für den ein Mietvertrag bis 2028 besteht, unterbringen zu wollen und damit den Standort Wacker Drive, für den ein Mietvertrag bis 2022 unterzeichnet worden war, unterzuvermieten. Im Juli 2013 zogen die letzten Mitarbeiter von 77 W. Wacker Drive in den Willis Tower um, wo seither auf 16 Stockwerken etwa 4000 United-Angestellte in der Fimen- und Betriebszentrale der Fluggesellschaft arbeiten. Für das Gelände in Elk Grove Village konnte zum Stand 2013 bislang kein Käufer gefunden werden.

## Markenauftritt

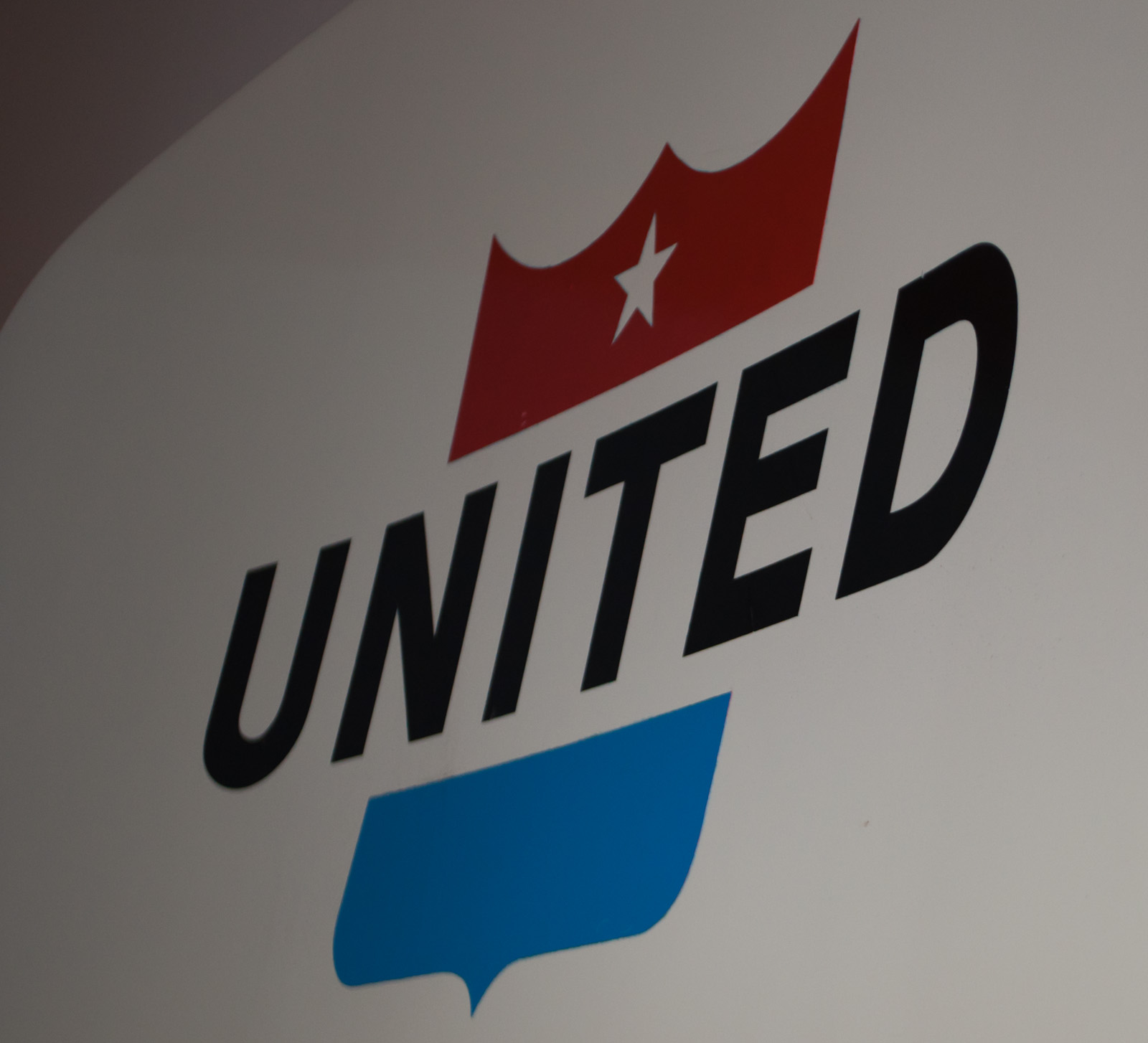
In den 1960er Jahren modifiziertes Unternehmenslogo aus den 1930ern

1997 modifiziertes und bis 2010 verwendetes Logo von 1973

Als Firmenlogo fungierte ab 1936 ein stilisierter Schild in horizontaler rot-weiß-blauer Streifung. Unter der roten Wappenkrone prangte in schwarz auf weißem Untergrund der Schriftzug „United Air Lines“ über einem blauen Querstreifen. Der Produktdesigner Raymond Loewy überarbeitete das Logo mit dem Schild in den 1960er-Jahren und verkürzte den Firmennamen auf dem Wappenschild zu „United“. Das Logo wurde allerdings nicht einheitlich verwendet und spätestens Anfang der 1970er-Jahre aufgegeben. 1965 erschuf die Werbeagentur Leo Burnett den Slogan „Fly the friendly skies“, welcher bis 1997 beibehalten wurde. Für eine Übergangszeit von ein paar Jahren wurde außer dem United-Schriftzug Anfang der 1970er-Jahre kein Logo verwendet. Die Flugzeuge in dieser Zeit waren weiß mit einem blau-roten Streifen, dem schwarzen Schriftzug United und vier blauen Sternen sowie dem Ausdruck Friend Ship versehen. Bezeichnet wurde diese Bemalung als Stars and Bars. 2011 wurde ein United-A320 in diesem Retro-Design lackiert, um das 85-jährige Bestehen der Fluggesellschaft zu feiern.
1973 erhielt der bekannte Grafikdesigner Saul Bass den Auftrag, ein neues Logo für United zu entwerfen. Bass schuf ein stilisiertes 'U' in rot-blauer Färbung, das umgangssprachlich aufgrund der Form als 'tulip' (dt. Tulpe) bezeichnet wurde. Als Farbschema für die Flugzeuge diente ein als 'rainbow' (dt. 'Regenbogen') bezeichneter orange-rot-blauer Querstreifen auf weißem Grund mit United-Schriftzug und rot-blauem Tulpenlogo auf dem Seitenleitwerk. Seit 1987 wird die Rhapsody in Blue von George Gershwin als Unternehmensmelodie verwendet. Gene Hackman besprach die United-Werbespots in den späten 1980er Jahren aus dem Off.

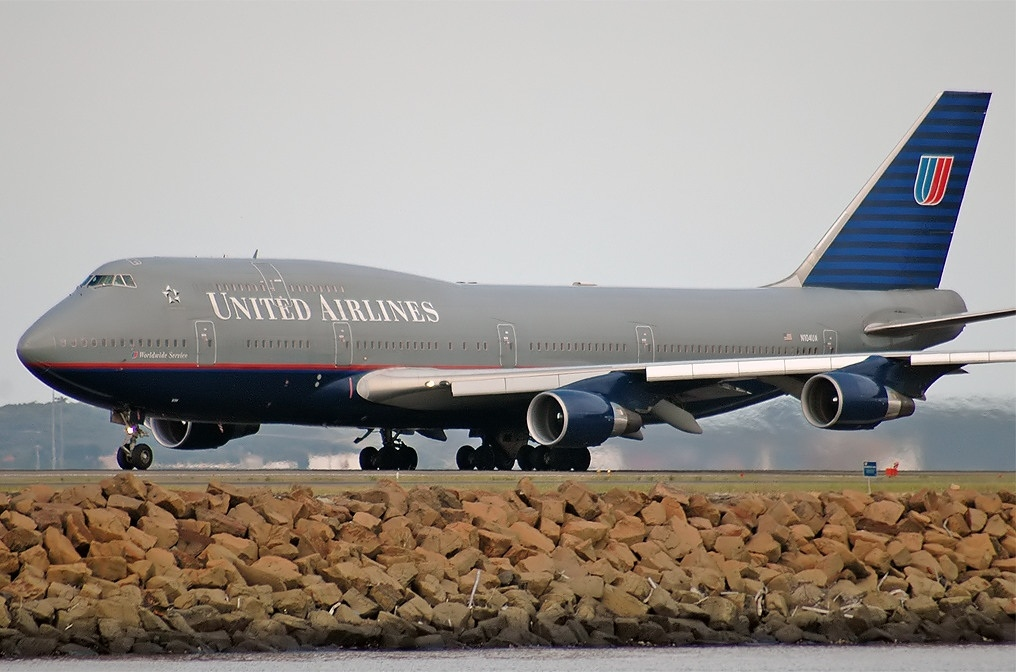
Boeing 747-400 der United in der Bemalung von 1992 bis 1997

Ab 1992 wurden, nach einem Entwurf der kalifornischen Werbeagentur CKS Partners, die United-Flugzeuge von einem schmalen roten Streifen getrennt in Dunkelblau (Boden) und Dunkelgrau (Oberseite) gestrichen, der Schriftzug United Airlines voll ausgeschrieben und das Tulpenlogo in Rot-Blau auf dunkelblau gestreiftem Untergrund behalten. Dies wurde als battleship-Bemalung bezeichnet. Auf den Flugzeugen fand sich zudem der Ausdruck „worldwide service“.
Die britische Designfirma Pentagram Design gewann 1997 den Agenturpitch, das Logo und damit den Markenauftritt von United zu erneuern. Pentagram hielt ebenso an dem Tulpenlogo – allerdings in einer blau-weißen Variante – fest und kehrte zu der Kurzform des Firmennamens United zurück. Die Werbeagentur Fallon McElligott ersann 1998 den Slogan „Rising“, mit dem eine Werbekampagne verknüpft war, die allerdings Ende 1999 aufgrund schlechter Kritiken beendet wurde. Nach den Anschlägen vom 11. September 2001 nutzte United den Slogan „We are United“. Pentagram wurde auch mit dem Werbeauftritt der Tochter-Gesellschaft TED betraut. Aus Kostengründen und schließlich aufgrund der Insolvenz ab 2002 erhielten die Flugzeuge erst ab 2004 einen dunkelblauen (Boden) und weißen (Oberseite) Anstrich mit rot-blauem Tulpenlogo, United-Schriftzug und stilisierter Tulpe in Blau-Weiß am Seitenleitwerk. Dieses Farbschema hieß Blue Tulip. Als Synchronsprecher für die Werbespots fungierte unter anderem Robert Redford.
Als Folge der Fusion mit Continental Airlines präsentierte United mit Unterstützung von Lippincott im August 2010 das neue blau-weiße Logo, das aus dem United-Schriftzug und dem Globus-Symbol von Continental besteht. Die Flugzeuge erhielten einen weißen Anstrich mit dunkelblauem United-Schriftzug, und gelbem Querstreifen sowie dem Globus-Symbol in gelb-weiß auf blauem Grund auf dem Seitenleitwerk. Die Aufgabe des Tulip-Logos bescherte dem Unternehmen massive Kritik. Seit 2011 wird United von Mcgarrybowen betreut. Als Slogan wurde der Satz „Let's fly together“ verwendet. Als Sprecher für die United-Werbespots konnte Matt Damon verpflichtet werden. 2013 wurde der Werbeslogan „Fly the friendly skies“ von 1965 wieder aufgenommen.
Im Frühjahr 2019 stellte United ein neues Flugzeugdesign in weiß und mehreren Blautönen vor, das die vorige Neugestaltung aus dem Jahr 2010 aktualisiert.

## Vielfliegerprogramm

### MileagePlus
Das Vielfliegerprogramm von United startete unter dem Namen Mileage Plus am 6. Mai 1981, sechs Tage nachdem American Airlines AAdvantage ins Leben gerufen hatte. Damit war Mileage Plus neben dem 1979 kreierten Loyalitätsprogramm von Texas International Airlines das dritte umfangreiche Vielfliegerprogramm einer Fluggesellschaft.
Bereits in den späten 1950er Jahren hatte United den 100.000 Mile Club und später den Half-Million bzw. Million Mile Club für vielfliegende Kunden geschaffen. Mit der Aufnahme in diese 'Clubs' einher ging typischerweise die Überreichung einer Plakette und die Ausgabe von Kofferanhängern sowie die Einladung in die damals nur für einen eingeschränkten Kundenkreis zugänglichen Red Carpet Club Flughafenlounges. Der direkte Vorläufer von Mileage Plus war schließlich ab Mitte der 1970er Jahre das Executive Air Travel Program (EATP), das die Mile Clubs bei United ablöste und 1979 um die 250.000 Mitglieder zählte. Die Mitglieder erhielten entweder kleine Geschenke oder Gutscheine für künftige Flüge. Mit der Einführung von Mileage Plus gab United die vorherigen Loyalitätsprogramme auf.
1987 änderte United die Regeln von Mileage Plus, ließ angesammelte Meilen erstmals verfallen, erhöhte die Anzahl der für einen Sitzplatz nötigen Meilen, führte Blackout-Daten ein und beschränkte die durch Meilen verfügbaren Sitze. Daraufhin strengte eine Gruppe von Mileage-Plus-Mitgliedern eine Sammelklage gegen United an, die das Unternehmen zwang, sich mit den Klägern außergerichtlich zu einigen. Nach der Fusion mit Continental wurden die Regeln von Mileage Plus 2012 erneut umfassend geändert. Zudem wurde die Schreibweise in MileagePlus verkürzt.
Das 1987 lancierte Vielfliegerprogramm von Continental Airlines, OnePass, wurde im Rahmen der Fusion mit United am 31. März 2012 aufgegeben bzw. in das MileagePlus-Programm integriert. OnePass war aus der Zusammenarbeit mit Eastern Air Lines hervorgegangen und wurde nach deren Insolvenz 1991 von Continental beibehalten. Bereits 1982 hatte Continental zusammen mit New York Air ein Vielfliegerprogramm namens TravelBank ins Leben gerufen, für das 1986 die erste Vielflieger-Kreditkarte ausgegeben und dessen Name 1987 in OnePass geändert wurde.
Es gibt mit Stand 2015 neben der kostenlosen Mitgliedschaft vier Hierarchiestufen im Mileage-Plus-Programm, die durch qualifizierende Meilen (Premier Qualifying Miles, kurz PQM), Flugstrecken (Premier Qualifying Segments, kurz PQS) und – für Mitglieder mit Wohnsitz in den USA – zudem gewissen obligatorischen Mindestumsätzen (Premier Qualifying Dollars, kurz PQD) erreicht werden können. Die Bezeichnungen für die einzelnen Statuslevels sind Kombinationen aus den Vielflieger-Bezeichnungen von United Airlines (UA) und Continental Airlines (CO) vor deren Zusammenschluss 2010. Die Einhaltung dieser Kriterien wird bei jedem Mitglied jährlich erneut überprüft.
| Statuslevel      | (ehemals UA)           | (ehemals CO) | PQM     | PQS | PQD      |
| ---------------- | ---------------------- | ------------ | ------- | --- | -------- |
| Mitglied         | Mitglied               | Mitglied     | -       | -   | -        |
| Premier Silver   | Premier                | Silver       | 25.000  | 30  | $ 3.000  |
| Premier Gold     | Premier Executive      | Gold         | 50.000  | 60  | $ 6.000  |
| Premier Platinum | -                      | Platinum     | 75.000  | 90  | $ 9.000  |
| Premier 1K       | Premier Executive 100K | -            | 100.000 | 120 | $ 12.000 |

### Global Services
Darüber hinaus führte United 2003 die Top-Kategorie Global Services als gesonderten Status für ihre besten Vielflieger ein. 2005 gab es von insgesamt 52 Millionen Mileage-Plus-Mitgliedern 18.000 Global-Services-Vielflieger. Mitglieder des Mileage-Plus-Programms, die im Vergleich mit allen United-Vielfliegern eine Kombination aus besonders vielen zurückgelegten Meilen auf nicht-rabattierten Premiumtickets, besonders weit entfernen Flugzielen oder besonders viel generiertem Umsatz vorweisen können, werden von United in den Kreis der Global-Services-Mitglieder eingeladen, der besondere Privilegien genießt und für den United – mit einer Ausnahme, siehe Abschnitt Million Milers unten – keine Aufnahmekriterien veröffentlicht („by invitation only“ – nur auf Einladung).

### Million Milers
Zudem hat United das sogenannte Million Miler Program ins Leben gerufen, mit dem langjährige Vielflieger für ihre Treue mit lebenslangem Status (inklusive Global Services) belohnt werden, auch wenn sie in der Folge die für diesen Status eigentlich erforderlichen Kriterien nicht mehr erfüllen.
| angesammelte Meilen | Status auf Lebenszeit |
| ------------------- | --------------------- |
| 1 Million           | Premier Gold          |
| 2 Millionen         | Premier Platinum      |
| 3 Millionen         | Premier 1K            |
| 4 Millionen         | Global Services       |

## Flugziele

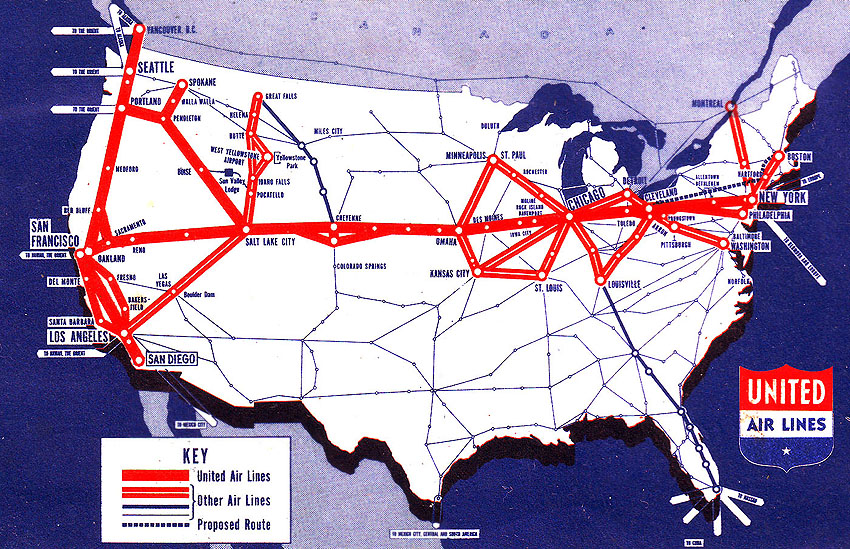
Streckennetz von United Air Lines 1940

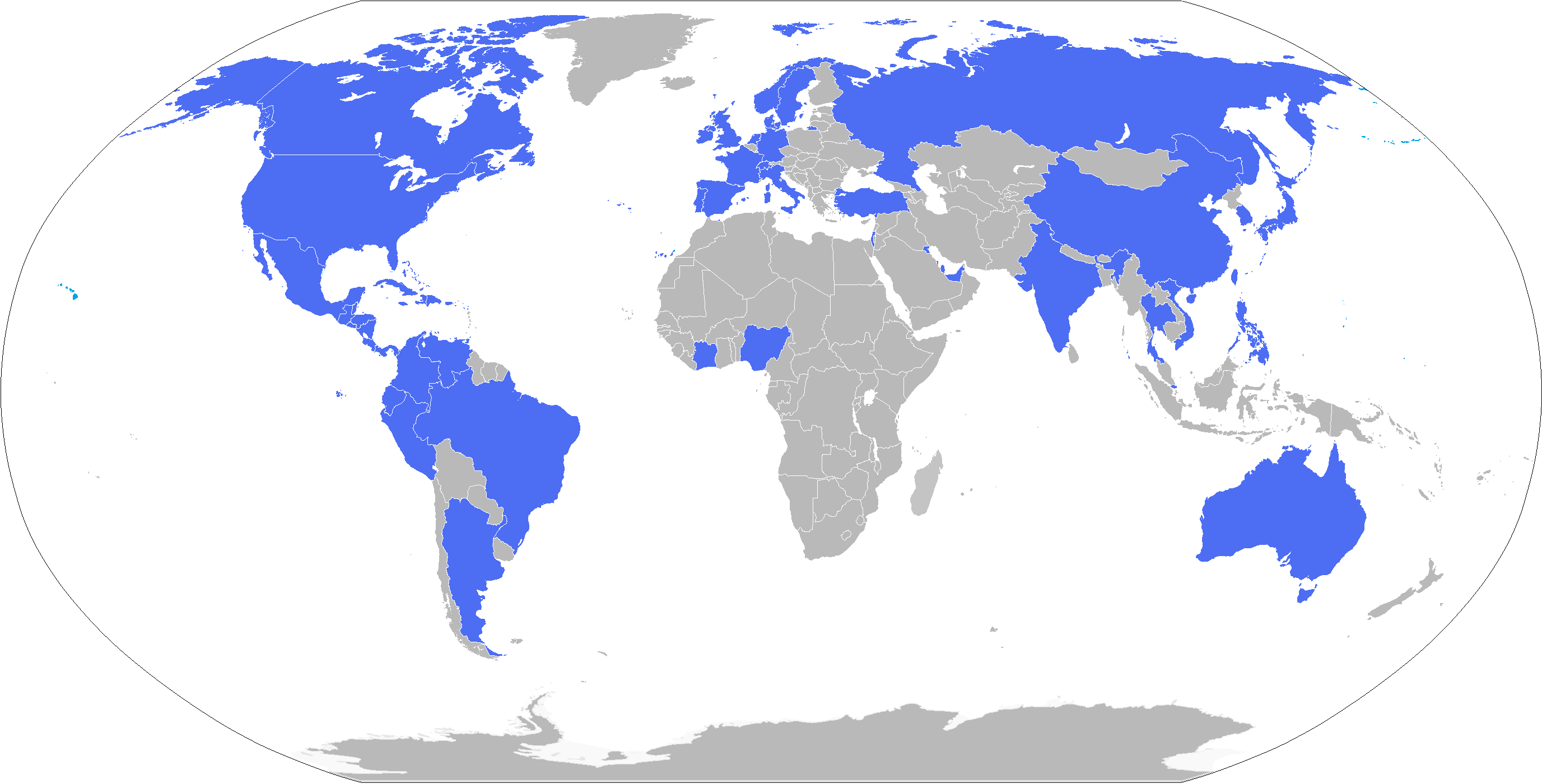
Von United angeflogene Länder im Jahr 2012

Das weltweite Streckennetz umfasste 2018 neben den 230 US-amerikanischen Zielorten 126 Flugziele in 48 Ländern auf fünf Kontinenten. Insgesamt betreibt die Gesellschaft mehr als 4900 Flüge pro Tag.
Durch die Zusammenarbeit mit den Fluggesellschaften der Star Alliance hat United als Mitglied für ihre Passagiere Zugang zu mehr als 700 Destinationen in 127 Ländern weltweit.

### Ziele im deutschsprachigen Raum
Folgende Routen bedient United nonstop in Deutschland und in der Schweiz: nach Berlin, Frankfurt, München und Zürich.

## Lounges und Drehkreuze

### Flughafenlounges

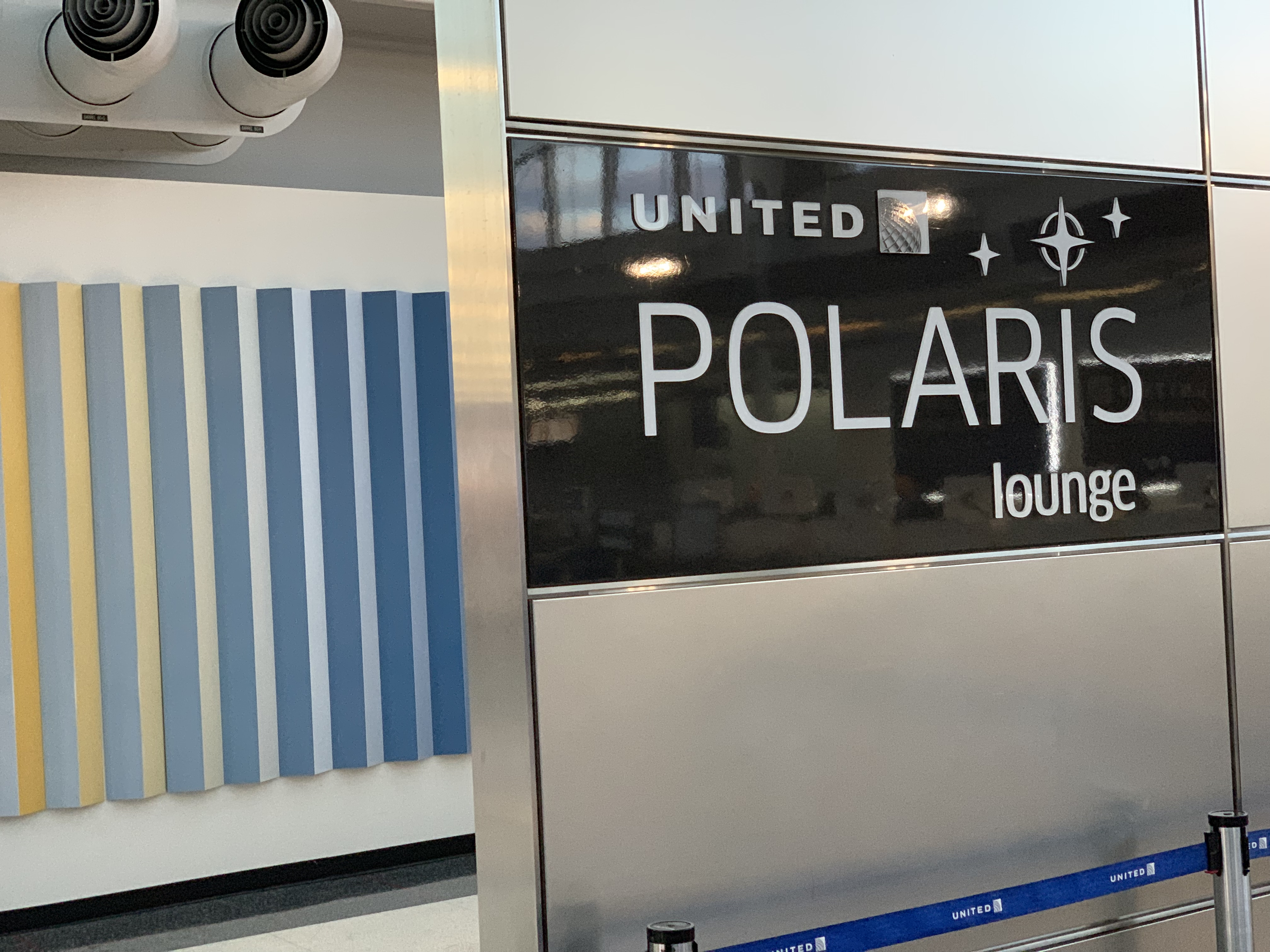
Eingang der Polaris-Lounge am Flughafen von Chicago (2019)

Im Zuge der Fusion wurden die Flughafenlounges der alten United (Red Carpet Club) und diese der Continental (Presidents Clubs) in United Clubs umgewandelt und alle europäischen Lounges geschlossen (unter anderem in London, Paris und Frankfurt). Im Juni 2014 wurde in London im neuen Terminal 2 ein neuer United Club eingerichtet. In San Francisco besteht zusätzlich eine United Arrivals Lounge für ankommende Business-Class-Passagiere. In London-Heathrow haben Passagiere, die vor der Mittagszeit ankommen, Zugang zu Duschräumen, die allerdings nicht von United selbst betrieben werden.

### Drehkreuze
United unterhält sieben Hauptdrehkreuze in den USA sowie je eins in Guam und in Tokio. London und Frankfurt gelten als regionale Umsteige-Drehkreuze (International Gateways). Das Drehkreuz in Cleveland wurde 2014 aufgegeben.
| Drehkreuz         | Passagiere / Jahr | tägliche Flüge | internationale Ziele | US-Ziele | Lounges (United Clubs und United Polaris Lounges) | Angestellte Region |
| ----------------- | ----------------- | -------------- | -------------------- | -------- | ------------------------------------------------- | ------------------ |
| Houston           | 16,8 Mio.         | 501            | 59                   | 116      | 6 (5 / 1)                                         | 13.804             |
| Chicago           | 18 Mio.           | 594            | 41                   | 166      | 5 (4 / 1)                                         | 15.000             |
| Newark            | 15,1 Mio.         | 400            | 71                   | 91       | 5 (4 / 1)                                         | 14.000             |
| Denver            | 13,9 Mio.         | 442            | 13                   | 159      | 2 (2 / 0)                                         | 6.080              |
| San Francisco     | 12,5 Mio.         | 290            | 29                   | 83       | 5 (4 / 1)                                         | 12.340             |
| Los Angeles       | 6,2 Mio.          | 143            | 9                    | 57       | 3 (2 / 1)                                         | 5.140              |
| Washington-Dulles | 6,7 Mio.          | 243            | 34                   | 87       | 3 (3 / 0)                                         | 5.900              |

## Beförderungsklassen

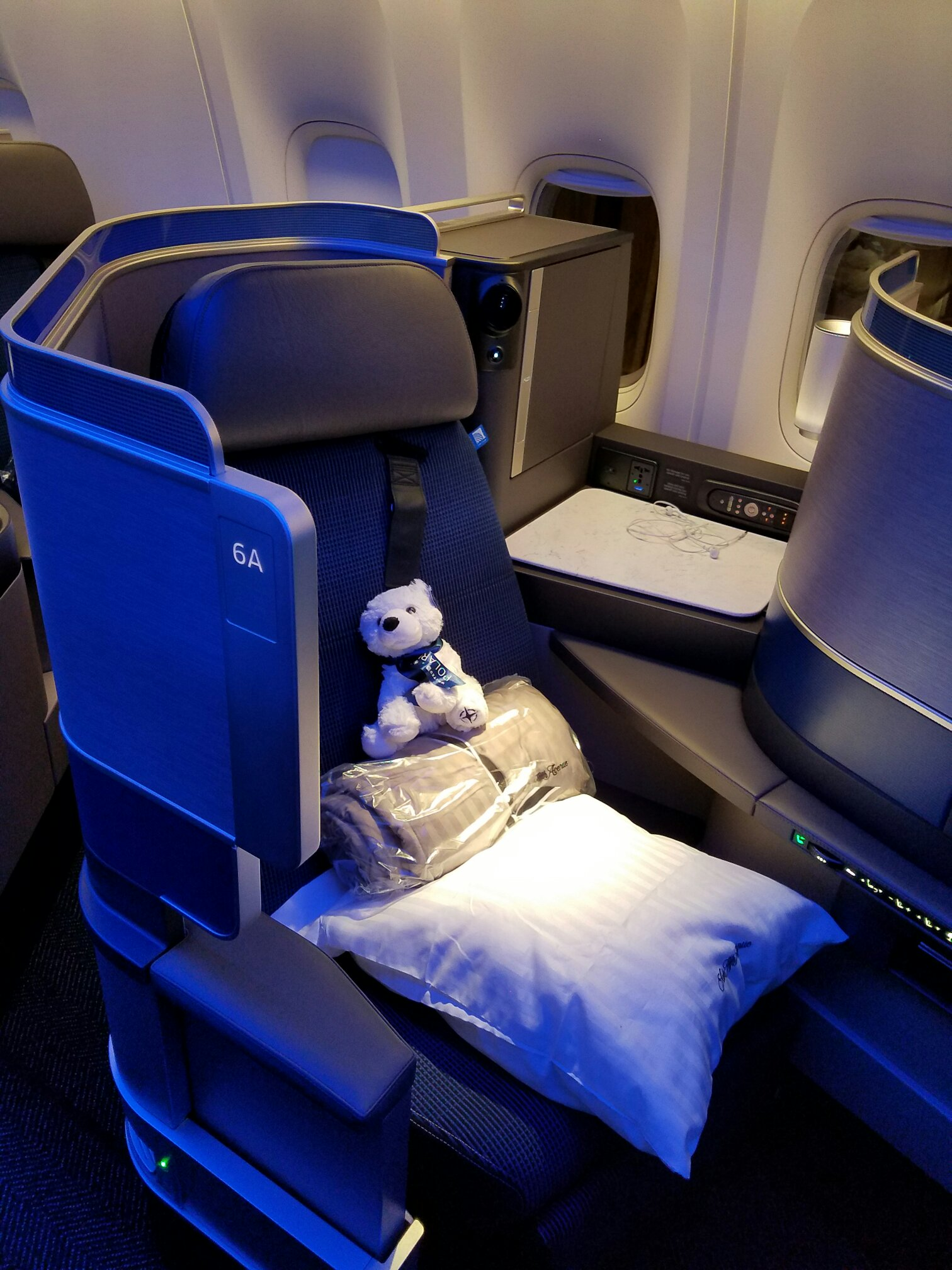
Polaris-Sitz an Bord einer Boeing 777-300 der United (2017)

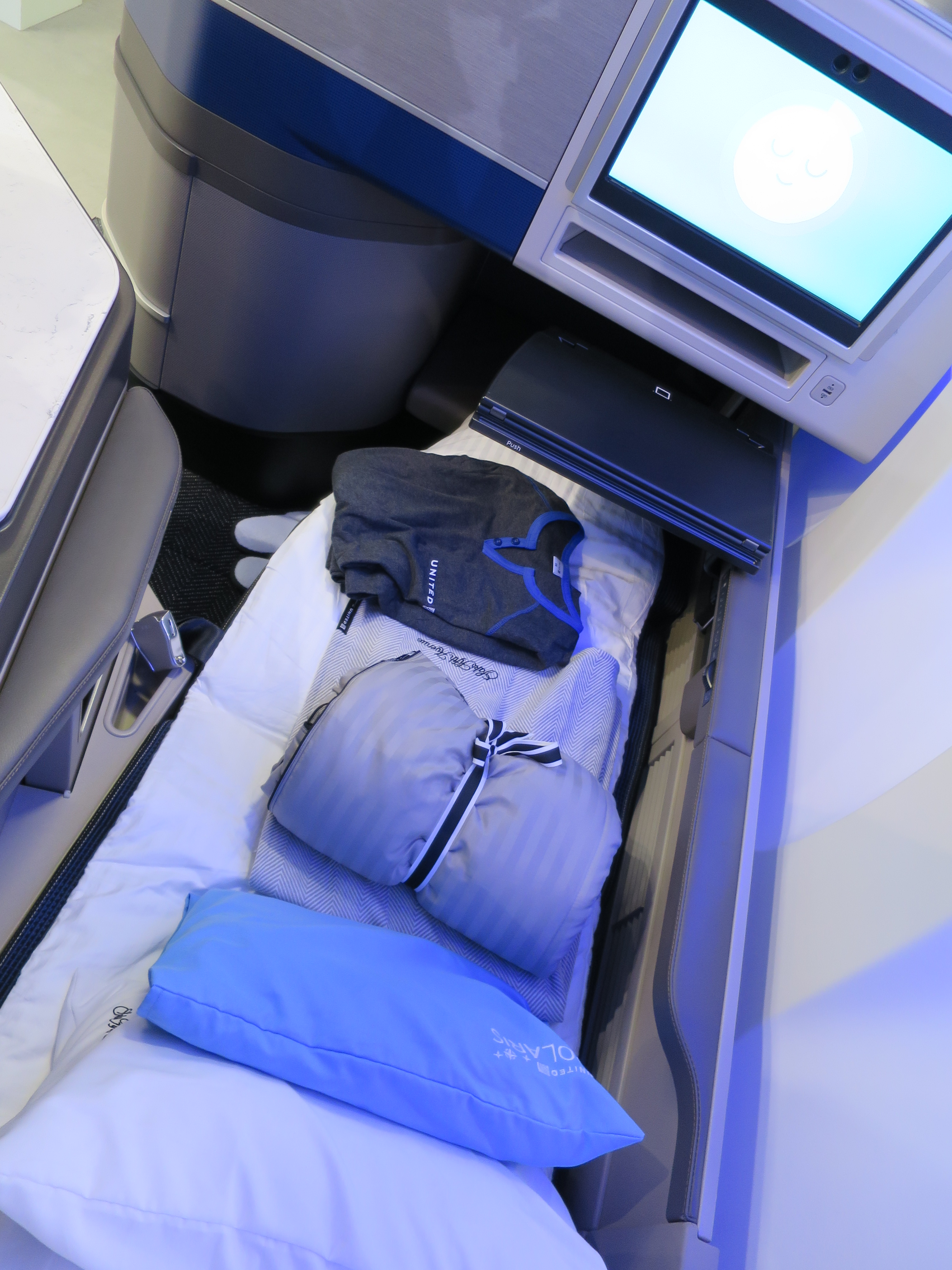
Polaris-Sitz mit Accessoires von Saks Fifth Avenue (2017)

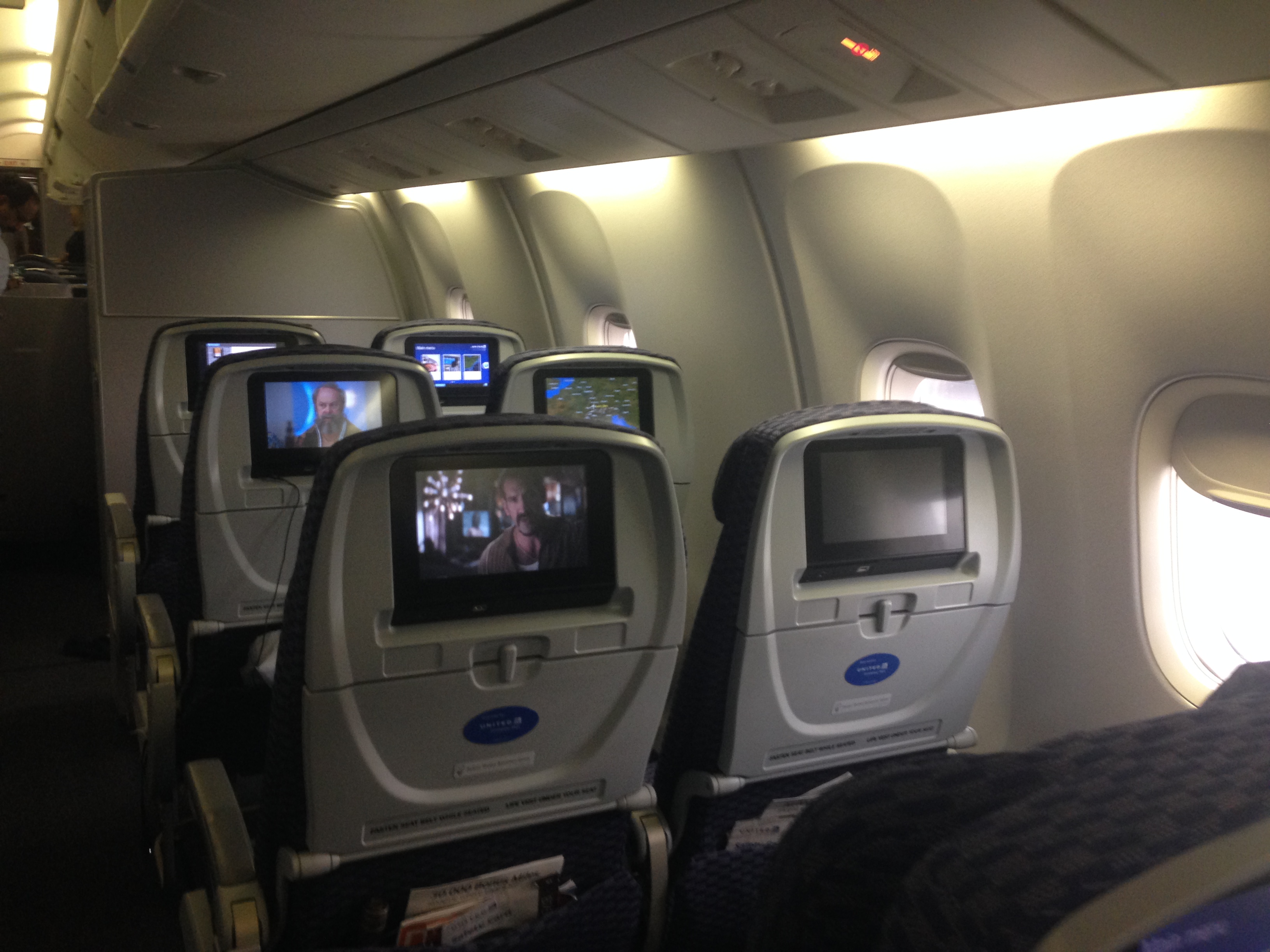
Economy-Plus-Bestuhlung an Bord einer Boeing 767-300 der United (2015)

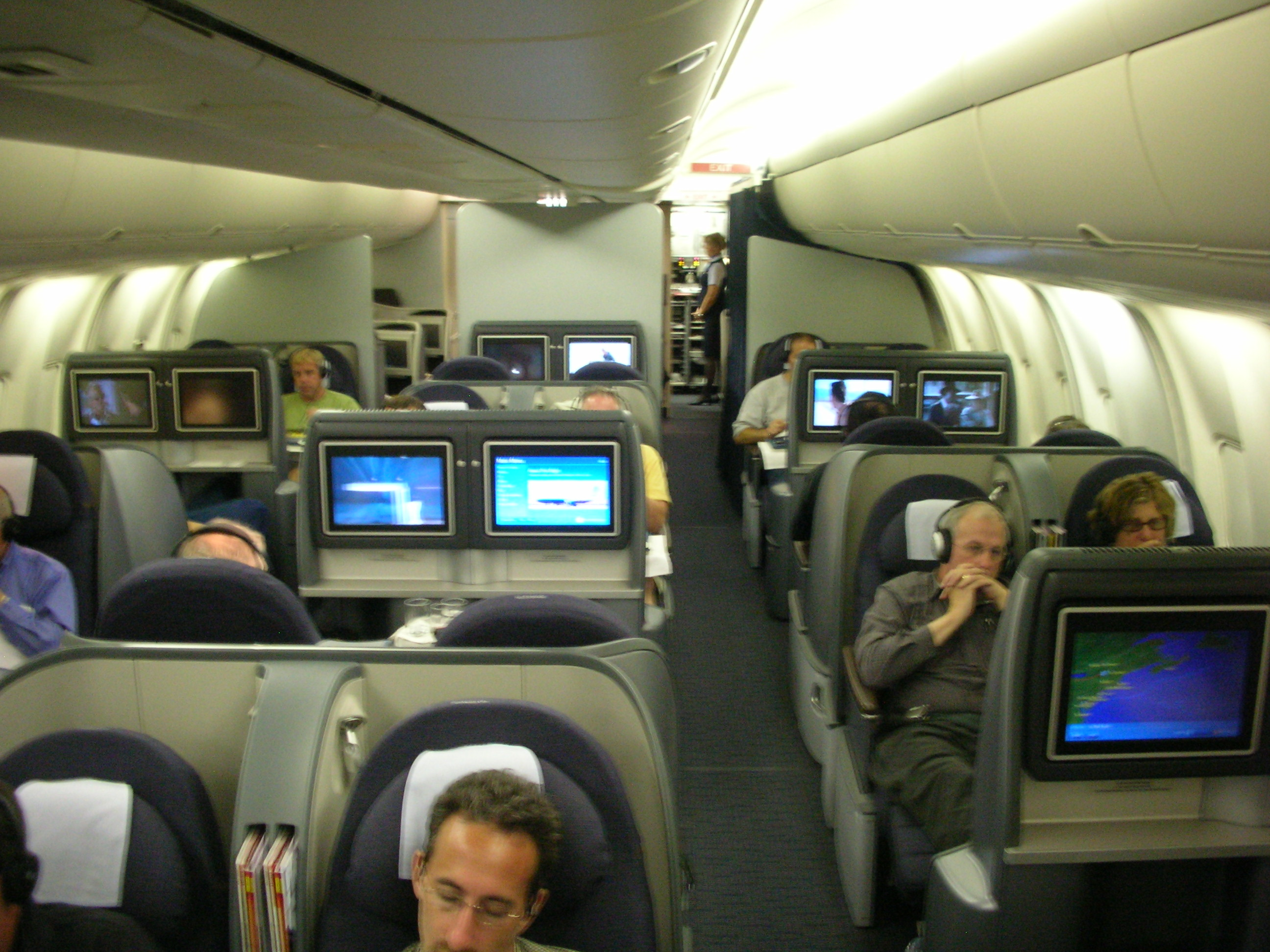
Ehemalige United-Business-Kabine an Bord einer Boeing 767-300 der United (2009)

Bis 2010 waren United Airlines und American Airlines die einzigen US-Fluggesellschaften, die eine International First Class anboten. Seit der Fusion mit Continental wurde bei United auf einigen Strecken deren Konzept beibehalten, lediglich eine BusinessFirst- und eine Economy-Bestuhlung anzubieten. 2018 wurde bei United die International First Class endgültig abgeschafft.
Die Beförderungsklassen sind, je nach Route und Fluggerät, in die folgenden unterschiedlichen Kategorien unterteilt:
Business Class
- United Polaris seit 1. Dezember 2016[125] (Business-Klasse auf internationalen Flügen)
- United First (Business-Klasse auf amerikanischen Inlands- bzw. Kurzstreckenflügen, Nord- und Zentralamerika sowie Karibik)

Premium Economy Class
- United Premium Plus (gesonderter Bereich mit eigenem Tarif in den Economy-Kabinen ausgewählter Boeing 777 und 787 Maschinen mit bequemeren Sitzen, besonderer Verpflegung, Zugang zu den Lounges etc.)

Economy Class
- United Economy Plus (Sitze mit mehr Beinfreiheit in der Economy-Kabine)
- United Economy

p.s. Premium Service
Sogenannter premium transcon(tinental) Service, ausschließlich zwischen EWR oder JFK und LAX oder SFO sowie zwischen LAX und BOS, Boeing 767-300ER, Boeing 757-200 (und zum Teil Boeing 777-200 auf der Strecke von/nach Boston)
- United Business
- United Economy Plus
- United Economy

Ab 2004 verkehrte die Premium-Service-Flotte auf den Strecken zwischen JFK und LAX bzw. SFO mit einer Drei-Klassen-Bestuhlung (First, Business und Economy Plus). Im Juni 2015 kündigte United unter CEO Jeff Smisek an, die Präsenz am Flughafen JFK in New York City komplett aufzugeben. Die p.s.-Premium-Service-Flüge zwischen San Francisco bzw. Los Angeles und New York wurden demzufolge nach Newark verlegt. Folglich startete mit dem p.s.-Flug UA535 nach Los Angeles am 24. Oktober 2015 der letzte United-Flug vom Flughafen JFK. Im Frühjahr 2017 gab CEO Oscar Munoz zu, dass es ein Fehler gewesen sei, den Standort JFK aufzugeben. 2017 wurde das p.s.-Streckennetz um die Relation Boston-Los Angeles erweitert. Im März 2021 kehrte United an den New Yorker Flughafen JFK zurück und bietet seither von dort, zusätzlich zu Newark, wieder premium-transcontinental-Flüge nach Los Angeles und San Francisco an.

## Flotte

### Aktuelle Flotte

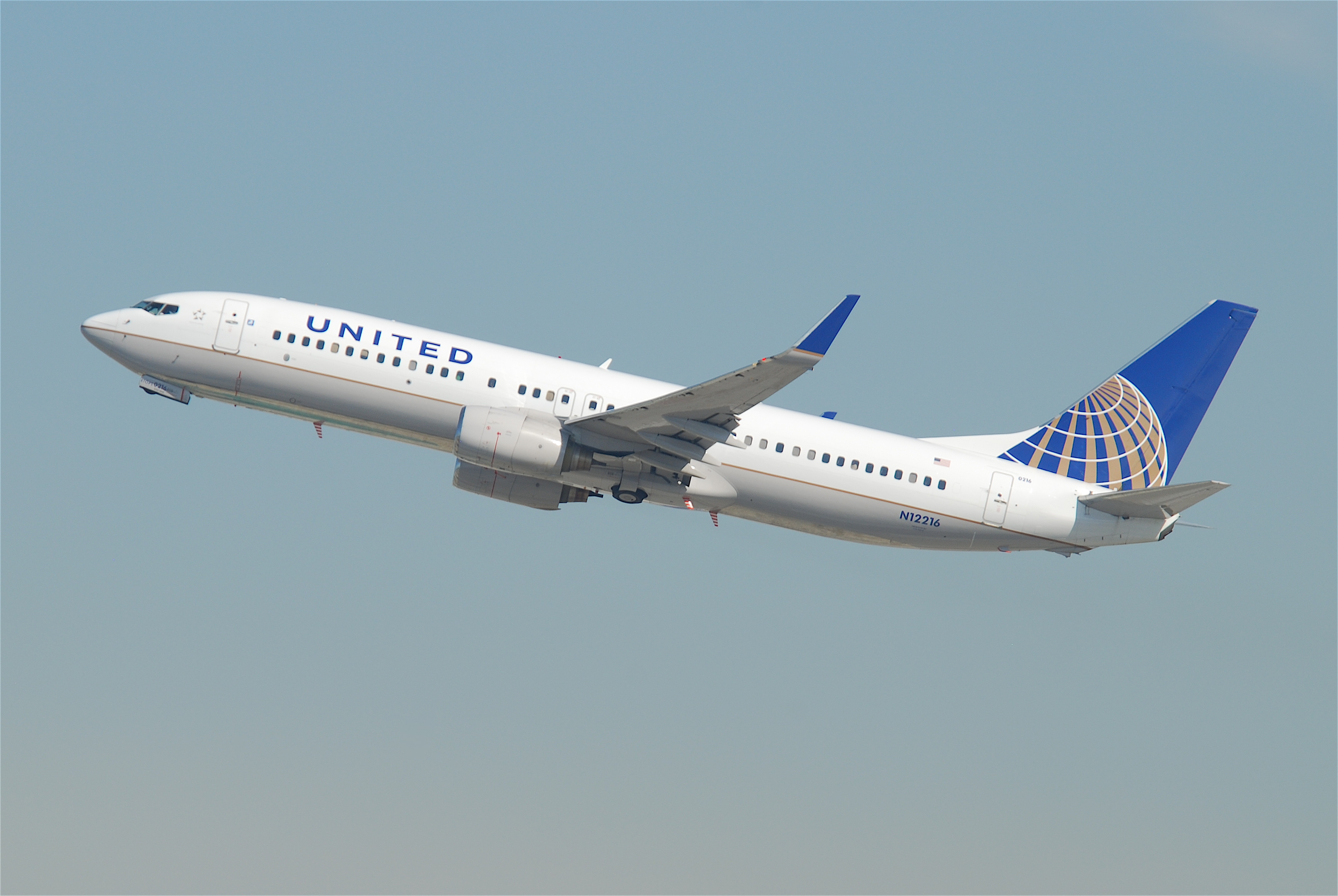
Boeing 737-800 der United

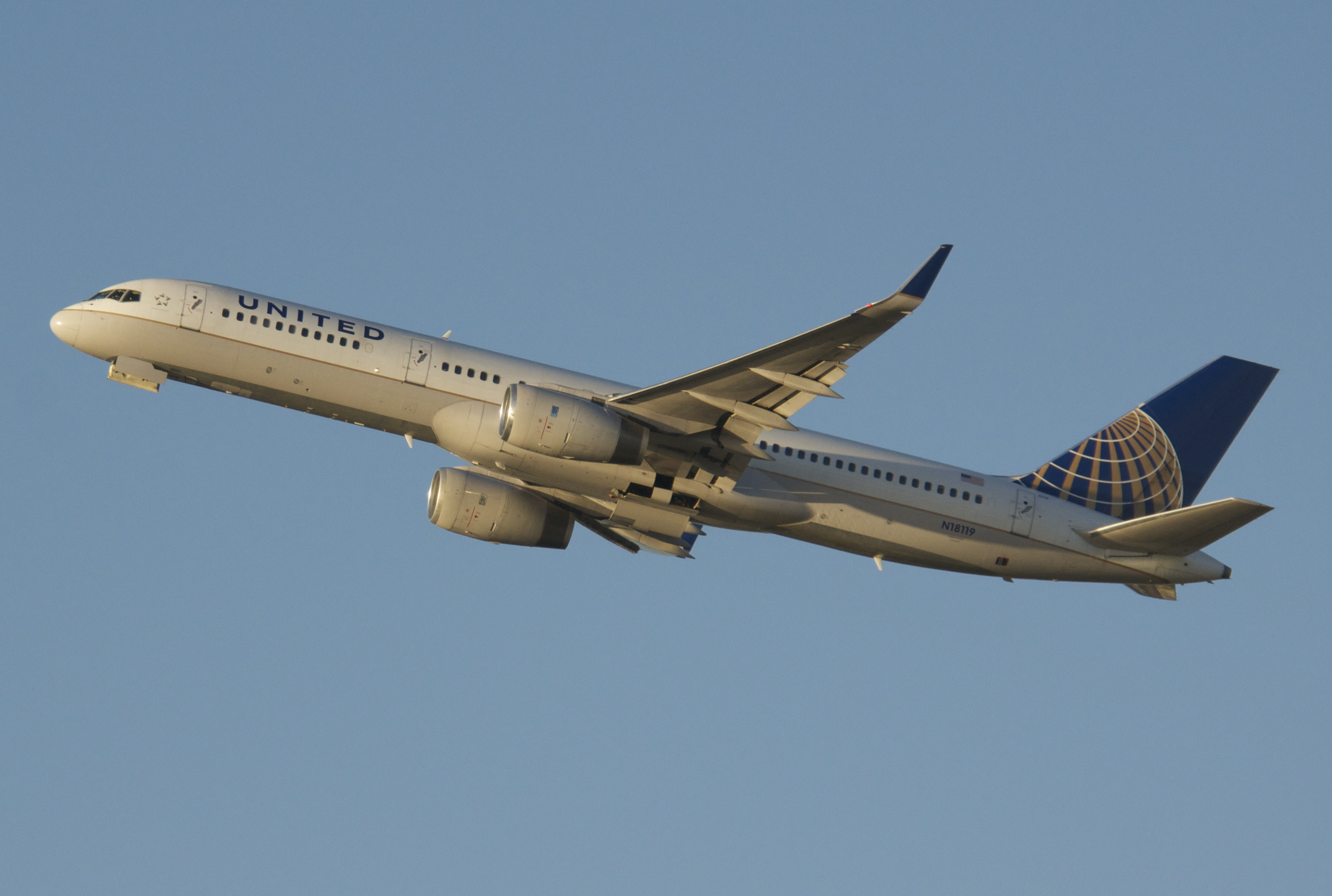
Boeing 757-200 der United

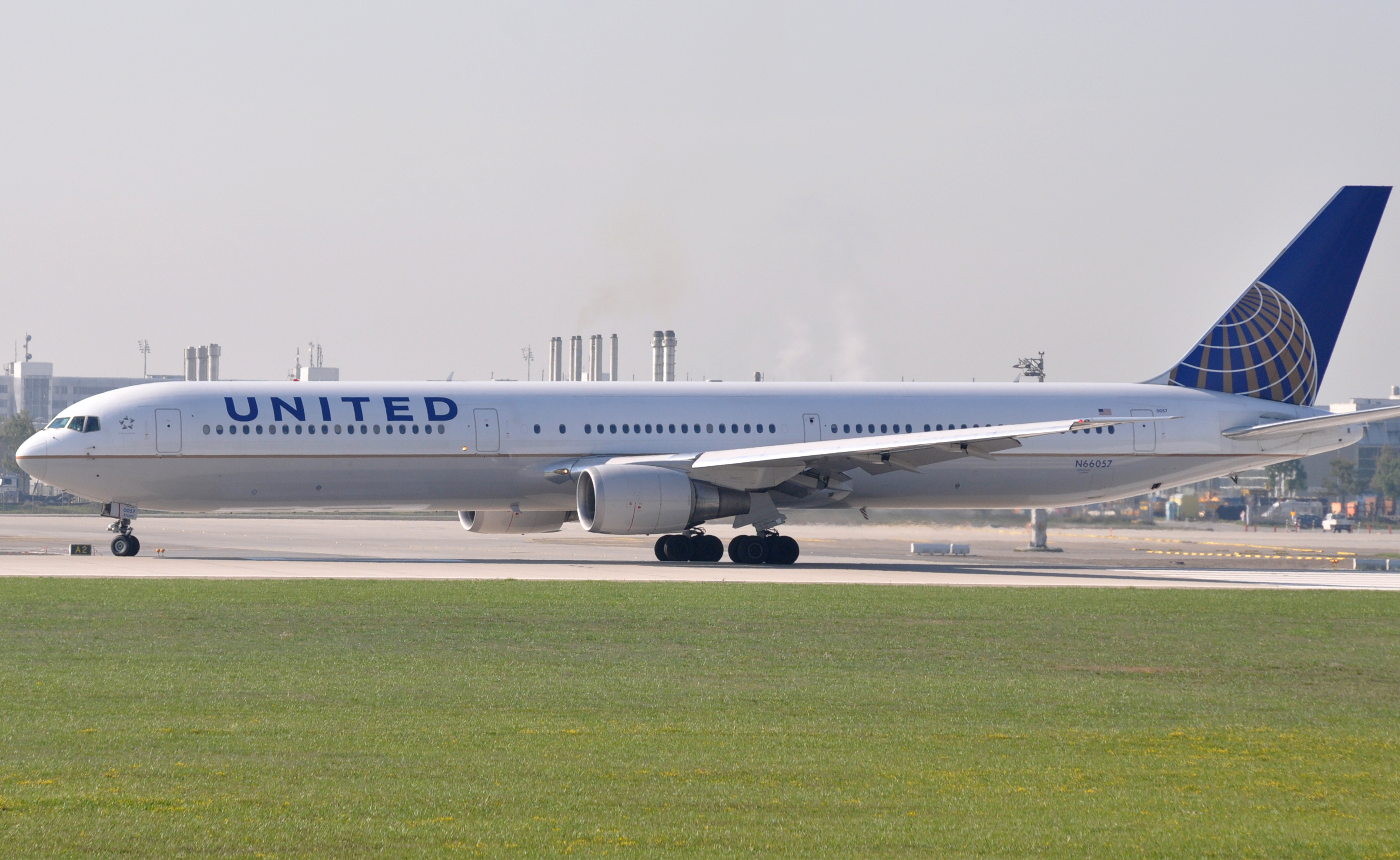
Boeing 767-400 der United

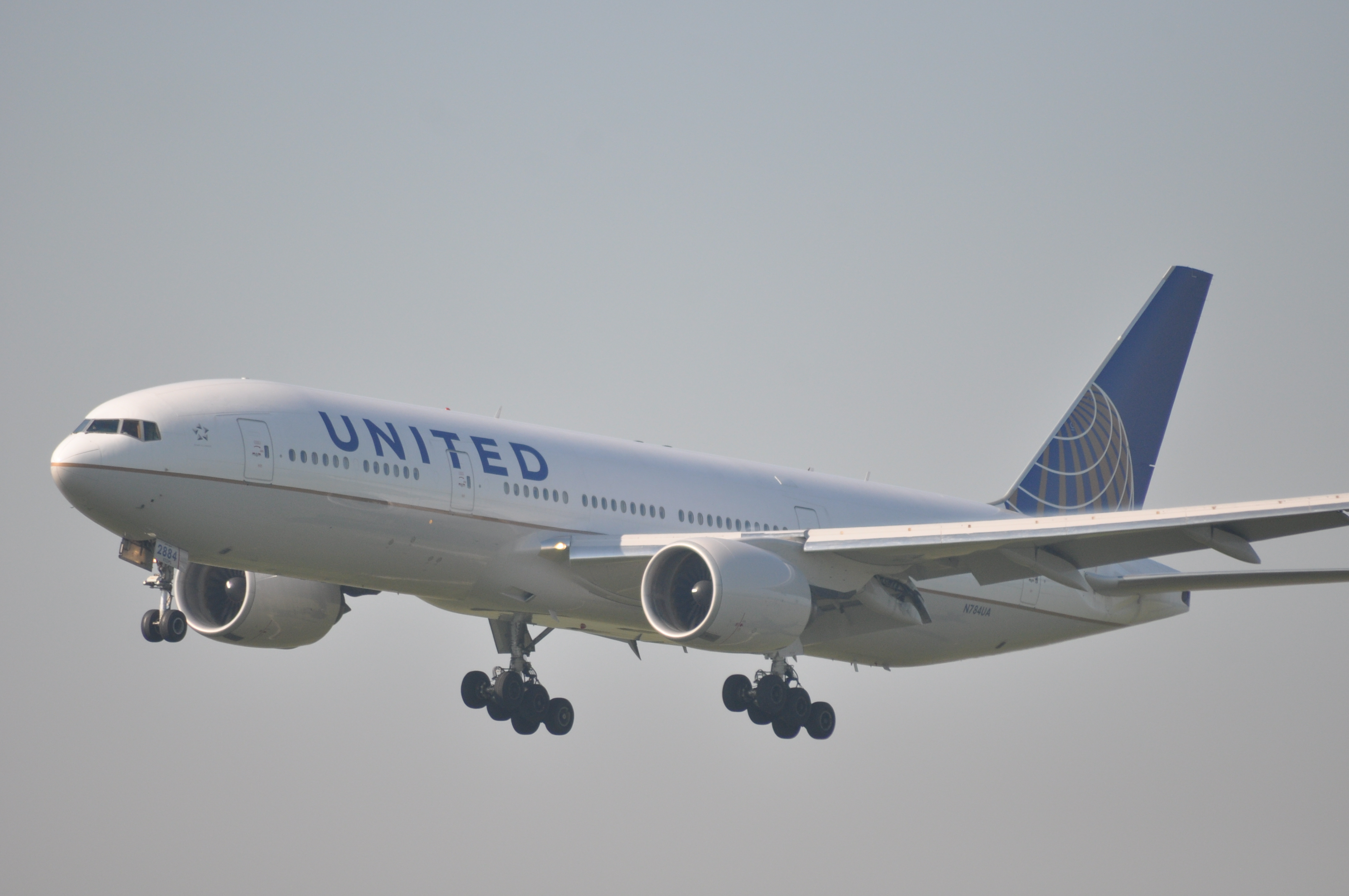
Boeing 777-200 der United Airlines

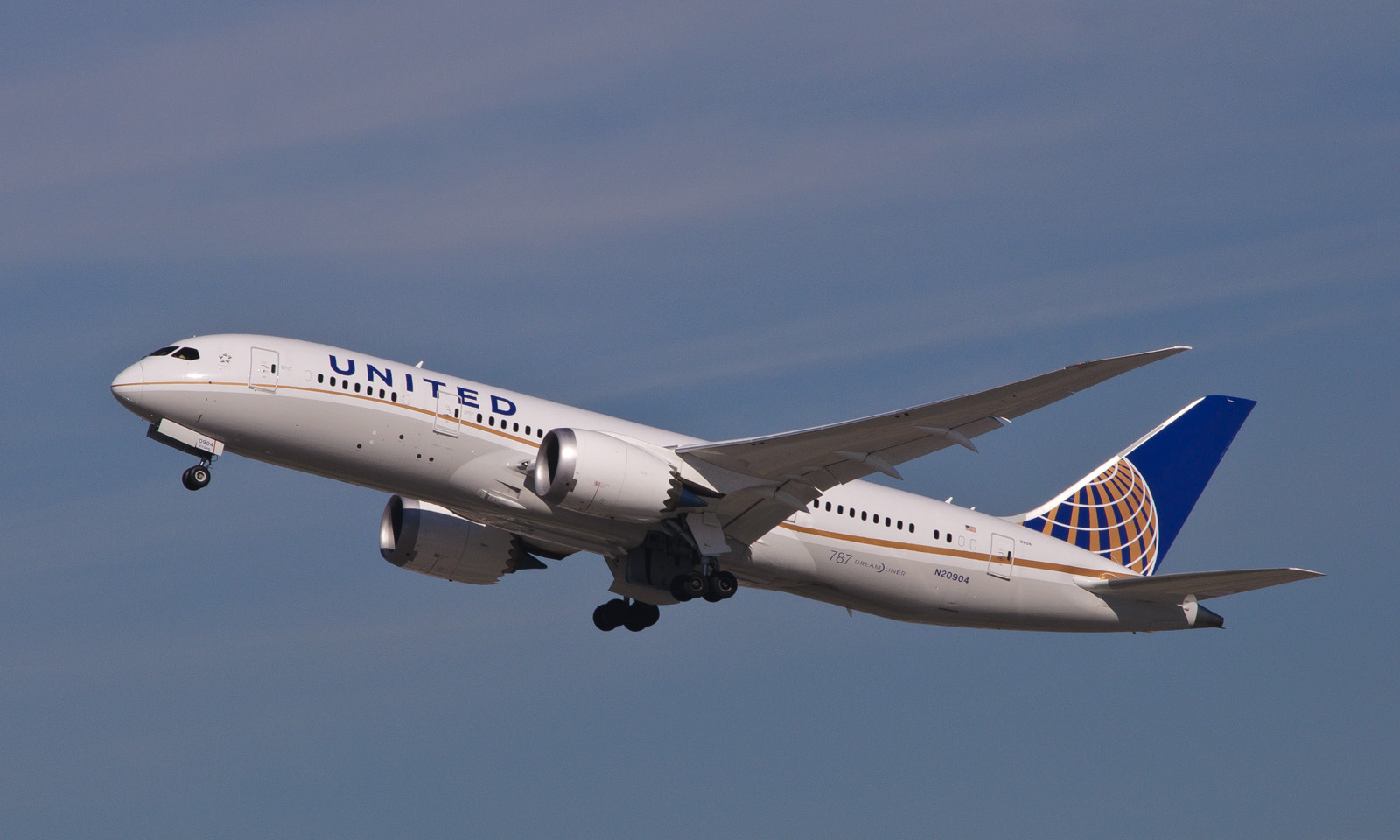
Boeing 787-8 der United

Mit Stand November 2024 besteht die Flotte der United Airlines aus 978 Flugzeugen mit einem Durchschnittsalter von 16,1 Jahren: 

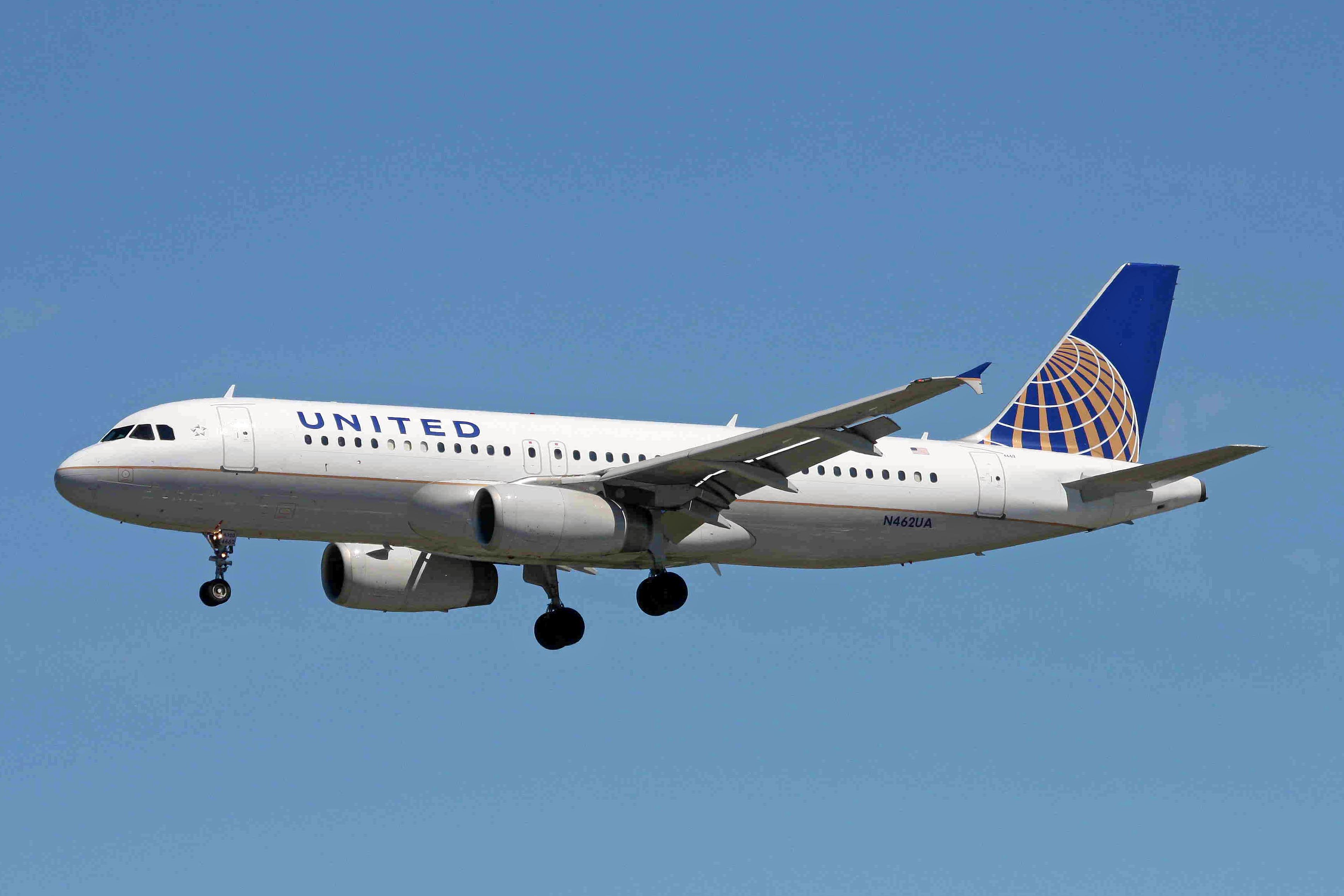
Airbus A320-200 der United

| Flugzeugtyp         | Anzahl  | bestellt                                               | Anmerkungen                                                                                                  | Sitzplätze (First/Business/Eco+/Eco)                                  | Durchschnittsalter    |
| ------------------- | ------- | ------------------------------------------------------ | --- | --------------------------------------------------------------------- | --------------------- |
| Airbus A319-100     | 081     |                                                        | fünf inaktiv                                                                                                 | 128 (8/-/42/78)                                                       | 23,0 Jahre            |
| Airbus A320-200     | 079     |                                                        | sechs inaktiv; N475UA in Retrobemalung                                                                       | 150 (12/-/42/96)                                                      | 25,3 Jahre            |
| Airbus A321neo      | 018     | 147                                                    | 35 als Ersatz für verspätete Max 10 geleast                                                                  | 200 (-/20/-/180)                                                      | 0,6 Jahre             |
| Airbus A321XLR      |         | 050                                                    | Auslieferung vsl. ab 2025; ersetzen Boeing 757                                                               | -offen-                                                               |                       |
| Airbus A350-900     |         | 045                                                    | Auslieferung vsl. ab 2030. Beinhaltet 35 umgewandelte A350-1000-Bestellungen                                 | - offen -                                                             |                       |
| Boeing 737-700      | 040     |                                                        | vier inaktiv; N13720 in Star-Alliance-Sonderbemalung                                                         | 126 (-/12/36/78) 118 (-/12/40/66)                                     | 25,7 Jahre            |
| Boeing 737-800      | 141     |                                                        | dreizehn inaktiv; 2 in Star-Alliance-Sonderbemalung (N26210 & N76516)                                        | 154 (16/-/48/90) 166 (16/-/48/102) 166 (16/-/54/96) 166 (16/-/42/108) | 20,8 Jahre            |
| Boeing 737-900 (ER) | 012 136 |                                                        | N75432 in EcoSkies-Sonderbemalung sechs inaktiv; N75435 in Continental-Airlines-Retrobemalung                | 167 (20/-/51/96) 179 (20/-/42/117) 179 (20/-/39/120)                  | 23,2 Jahre 11,9 Jahre |
| Boeing 737 Max 8    | 106     | 324                                                    | | 166 (-/16/-/150)                                                      | 2,2 Jahre             |
| Boeing 737 Max 9    | 83      | 324                                                    | drei inaktiv; erste Auslieferung am 24. April 2018                                                           | 179 (-/20/-/159)                                                      | 3,1 Jahre             |
| Boeing 737 Max 10   |         | 324                                                    | | - offen -                                                             |                       |
| Boeing 757-200      | 040     |                                                        | werden durch A321neoXLR, 737-900 und 737 MAX 9 ersetzt; fünf inaktiv; N14120 in Star-Alliance-Sonderbemalung | 142 (-/28/42/72) 169 (-/16/45/108)                                    | 27,8 Jahre            |
| Boeing 757-300      | 021     | eine inaktiv; United ist größter Betreiber der 757-300 | 213 (24/-/55/134)                                                                                            | 22,3 Jahre                                                            |                       |
| Boeing 767-300ER    | 037     |                                                        | eine inaktiv; alle mit Winglets ausgestattet; N653UA in Star-Alliance-Sonderbemalung                         | 183 (6/26/71/80) 214 (-/30/49/135) 214 (-/30/46/138)                  | 28,7 Jahre            |
| Boeing 767-400ER    | 016     | eine inaktiv; N76055 in Star-Alliance-Sonderbemalung   | 242 (-/39/70/133)                                                                                            | 23,2 Jahre                                                            |                       |
| Boeing 777-200      | 074     |                                                        | sechs inaktiv; 5 in Star-Alliance-Sonderbemalung (Beispiel: N77022).                                         | 274 (-/50/24/202) 364 (28/-/-/336)                                    | 25,5 Jahre            |
| Boeing 777-200ER    | 074     | 274 (-/50/24/202) 364 (28/-/-/336)                     | sechs inaktiv; 5 in Star-Alliance-Sonderbemalung (Beispiel: N77022).                                         |                                                                       | 25,5 Jahre            |
| Boeing 777-300ER    | 022     |                                                        | 350 (-/60/24/266)                                                                                            | 6,9 Jahre                                                             |                       |
| Boeing 787-8        | 012     |                                                        | Auslieferung ab 2024 bis 2032                                                                                | 243 (-/28/21/194)                                                     | 11,4 Jahre            |
| Boeing 787-9        | 039     | 149                                                    | Auslieferung ab 2024 bis 2032                                                                                | 257 (-/48/21/188) 252 (-/48/-/204)                                    | 7,0 Jahre             |
| Boeing 787-10       | 021     |                                                        | | 318 (-/44/21/253)                                                     | 4,4 Jahre             |
| Boom Overture       |         | 15                                                     | Auslieferung vsl. ab 2029                                                                                    | - offen -                                                             |                       |
| Gesamt              | 978     | 730                                                    | |                                                                       | 16,1 Jahre            |

Unter der Dachmarke United Express bedienen mehrere Regionalfluggesellschaften (Cape Air, CommutAir, ExpressJet Airlines, GoJet Airlines, Mesa Airlines, Republic Airways, Shuttle America, SkyWest Airlines, Trans States Airlines) im Auftrag der United Airlines hunderte weitere, kleinere Flugzeuge für Regional- und Zubringerverbindungen.
Auch durch die historische Verbindung zu Boeing war United Erstkunde zahlreicher Boeing-Flugzeugtypen, darunter der Boeing 247, Boeing 720, Boeing 727, Boeing 737-200, Boeing 767-200 sowie der Boeing 777-200.
United rüstet seit Anfang der 2010er-Jahre ihre Flotte sukzessive mit Wi-Fi aus (United Wi-Fi genannt). Damit wird eine Internetnutzung gegen Gebühr an Bord ermöglicht. Das Unternehmen plant, bis Ende 2015 die gesamte Flotte mit Wi-Fi und DirecTV auszustatten. Zum Stand 2013 bot United das komplette Unterhaltungsprogramm auf ausgewählten Boeing-777-Maschinen, die keine Bildschirme mehr an Bord haben, kostenlos über Wi-Fi an, sodass die Nutzung nur noch über ein vom Passagier an Bord gebrachtes Endgerät erfolgen kann. Auf den-United p.s.-Flügen zwischen Newark (EWR) und Los Angeles bzw. San Francisco wird der Internetzugang von Gogo Inflight Internet angeboten. Die letzte Boeing 747 wurde am 7. November 2017 nach dem Flug UA747 von San Francisco nach Honolulu ausgemustert.

### Ehemalige Flugzeugtypen

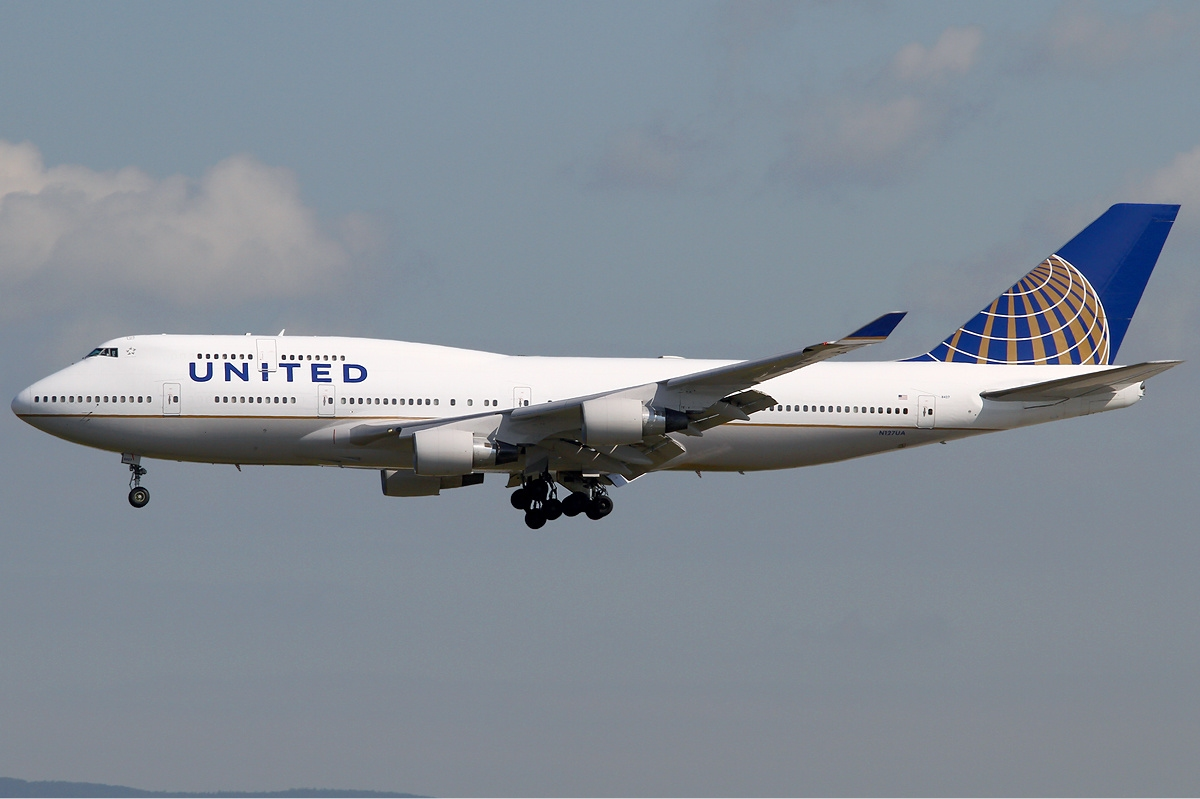
Boeing 747-400 der United

In der Vergangenheit setzte United Airlines bereits folgende Flugzeugtypen ein:
- Boeing 247
- Boeing 377
- Boeing 727-100
- Boeing 737-200/-300/-500
- Boeing 747-100/-200/-400/SP
- Boeing 767-200
- Douglas DC-2
- Douglas DC-3
- Douglas DC-4
- Douglas DC-6
- Douglas DC-7
- Douglas DC-8-10/-20/-30/-40/-50/-60/-70
- McDonnell Douglas DC-10-10/-30
- Vickers Viscount

## Zwischenfälle
Zwischen 1937 und März 2017 verlor die Gesellschaft 51 Flugzeuge. Dabei kamen 1171 Menschen ums Leben. Zu den Zwischenfällen zählen die folgenden Ereignisse:
- Am 10. Oktober 1933 wurde eine Boeing 247 (Luftfahrzeugkennzeichen NC13304) durch eine Bombenexplosion zum Absturz gebracht. Die Maschine schlug nahe Chesterton (Indiana) auf. Alle sieben Insassen kamen ums Leben. Der Täter konnte nicht ermittelt werden (siehe auch United-Air-Lines-Flug 23).

- Am 9. Februar 1937 stürzte eine Douglas DC-3A-197 der United Airlines (NC16073) 3 Kilometer nordöstlich des Zielflughafens San Francisco Municipal (Kalifornien, USA) in die Bucht von San Francisco. Dem Ersten Offizier war sein Mikrophon aus der Hand gefallen und hatte die Steuersäule verklemmt, so dass es nicht mehr möglich war, den Sinkflug zu beenden. Alle 11 Insassen, drei Besatzungsmitglieder und 8 Passagiere, kamen ums Leben.[146]

- Am 17. Oktober 1937 wurde eine Douglas DC-3A-197 der United Airlines (NC16074) 32 Kilometer südlich von Knight (Wyoming, USA) in einer Höhe von etwa 3050 Metern in den Berg Haydens Peak geflogen. Die Maschine befand sich auf dem Flug von Cheyenne (Wyoming) nach Salt Lake City und wurde unterhalb der sicheren Mindestflughöhe geflogen. Bei diesem CFIT (Controlled flight into terrain) wurden alle 19 Insassen getötet, drei Besatzungsmitglieder und 16 Passagiere.[147]

- Am 4. Dezember 1940 stürzte eine Douglas DC-3A-197C der United Airlines (NC25678) im Anflug auf den Chicago Municipal Airport (dem heutigen Midway Airport) (Illinois, USA) 500 Meter vor der Landebahn ab. Aufgrund zu niedriger Geschwindigkeit und Eisbildung an den Tragflächen war es zum Strömungsabriss gekommen. Bei dem Unfall wurden 10 der 16 Insassen getötet, alle drei Besatzungsmitglieder und 7 Passagiere.[148]

- Am 1. Mai 1942 wurde eine Douglas DC-3 DST-A-207A der United Airlines (NC18146) 6 Kilometer nordöstlich des Flughafens Salt Lake City (Utah, USA) in einer Höhe von 1540 Metern gegen die Seite eines Hügels geflogen, nachdem die Piloten vom korrekten Anflugkurs abgewichen waren. Bei diesem CFIT (Controlled flight into terrain) wurden alle 17 Insassen getötet, drei Besatzungsmitglieder und 14 Passagiere.[149]

- Am 31. Januar 1946 wurde eine Douglas DC-3-194H der United Airlines (NC25675) in einer Höhe von 3300 Metern in den Elk Mountain (Wyoming, USA) geflogen. Die Piloten wollten die Flugstrecke abkürzen und waren an diesem Punkt gut 7 Kilometer südlich außerhalb der vorgeschriebenen Luftstraße. Durch diesen CFIT (Controlled flight into terrain) wurden alle 21 Insassen getötet, drei Besatzungsmitglieder und 18 Passagiere.[150]

- Am 29. Mai 1946 wurde eine Douglas DC-4/C-54A-15-DC der United Airlines (NC30065) bei einem Prüfungsflug auf dem Chicago Municipal Airport (dem heutigen Midway Airport) (Illinois, USA) derart hart gelandet, dass die Tragflächen und das Fahrwerk brachen. Alle vier Besatzungsmitglieder, die einzigen Insassen, überlebten den Totalschaden. Über das Prüfungsergebnis ist nichts bekannt.[151]

- Am 8. Oktober 1946 wurde eine Douglas DC-4 der United Airlines (NC30051) beim dritten Anflugversuch auf den Flughafen Cheyenne (Wyoming, USA) in den Boden geflogen. Bei einer sehr tiefen Wolkendecke wurde versucht, in niedrigster Höhe eine Kurve zu fliegen, wobei eine Tragfläche den Boden berührte. Bei diesem CFIT (Controlled flight into terrain) wurden von den 41 Insassen 2 Passagiere getötet.[152]

- Am 24. Dezember 1946 wurde eine Douglas DC-4 der United Airlines (NC30050) am Flughafen Los Angeles (Kalifornien, USA) mit einer Höhe von 75 Fuß und einer Geschwindigkeit von 100 Knoten über der Landebahnschwelle viel zu hoch und zu schnell angeflogen. Beim sehr späten Aufsetzen reichte die verbliebene Landebahnlänge nicht mehr zum Abbremsen aus und die Maschine überrollte das Landebahnende um 60 Meter. Das Flugzeug wurde irreparabel beschädigt. Alle 45 Insassen, vier Besatzungsmitglieder und 41 Passagiere, überlebten den Unfall.[153]

- Am 29. Mai 1947 raste eine Douglas DC-4 (NC30046) auf dem Flughafen New York-La Guardia bei einem verspäteten Startabbruch aus dem Flughafengelände heraus und explodierte. Die Ruderverriegelungen waren nicht gelöst worden. Nur 5 der 48 Insassen überlebten (siehe auch United-Air-Lines-Flug 521).[154]

- Am 24. Oktober 1947 befand sich eine Douglas DC-6 (NC37510) auf dem Flug von Los Angeles nach Chicago, als ein Feuer ausbrach. Das Flugzeug schlug 2,4 km vor der Landebahn des Bryce Canyon Airport (Utah) auf. Alle 52 Insassen kamen ums Leben. Es war der erste Totalverlust einer DC-6 (siehe auch United-Air-Lines-Flug 608).[155]

- Am 17. Juni 1948 hatte die Besatzung einer Douglas DC-6 (NC37506) wegen eines Feueralarms den Laderaum mit Kohlenstoffdioxid (CO2) geflutet. Beim anschließenden Sinkflug mit Neigung der Nase nach unten begann das CO2 durch ein Ventil vom Laderaum aus in das Cockpit zu kriechen, wodurch die Besatzung handlungsunfähig wurde. Die Maschine geriet in einen unkontrollierten Flugzustand und stürzte bei Mount Carmel (Pennsylvania) in eine Schneise mit Hochspannungsleitungen. Unter den 43 Insassen gab es keine Überlebenden (siehe auch United-Air-Lines-Flug 624).[156][157]

- Am 30. Juni 1951 flog eine Douglas DC-6 der United Air Lines (N37543) aufgrund einer Kursabweichung rund 80 Kilometer nordwestlich von Denver, in der Nähe von Fort Collins (Colorado), gegen einen Berg in den Rocky Mountains. Alle 5 Crewmitglieder und 45 Passagiere starben (siehe United-Air-Lines-Flug 610).[158]

- Am 24. August 1951 unterschritt eine Douglas DC-6B (N37550) im Landeanflug auf den Flughafen Oakland die vorgeschriebene Mindestflughöhe und flog in einer Flughöhe von 300 Metern gegen einen Hügel. Alle sechs Crewmitglieder und 44 Passagiere an Bord kamen ums Leben.[159][160][161]

- Am 12. September 1951 stürzte eine Boeing 377 (N31230) in die Bucht von San Francisco. Auf dem Prüfungsflug war ein Triebwerk abgestellt worden; die Maschine stürzte im Landeanflug auf den Flughafen San Francisco aufgrund eines Strömungsabrisses aus 100 Metern Höhe ab. Alle drei Crewmitglieder an Bord kamen dabei ums Leben.[162][163]

- Am 4. April 1955 wurde in einer Douglas DC-6 der United Airlines (N37512) beim Start auf dem Flughafen Islip-Long Island MacArthur (Long Island, USA) der Gashebel des Triebwerks Nr. 4 (rechts außen) versehentlich in die Schubumkehr-Position gestellt. Da die anderen drei Motoren vollen Vorwärts-Schub lieferten, senkte sich in 15 Metern Höhe die rechte Tragfläche, bis in etwa 40 Metern Höhe die Schräglage 90 Grad erreicht hatte. Durch den Kontrollverlust stürzte die Maschine zu Boden und ging in Flammen auf. Alle 3 Besatzungsmitglieder, die einzigen Insassen auf dem Trainingsflug, wurden getötet (siehe auch Flugunfall der United Air Lines am Long Island MacArthur Airport 1955).[164]

- Am 6. Oktober 1955 flog eine Douglas DC-4 (N30062) auf dem Weg von Denver nach Salt Lake City gegen einen Berg in den Laramie Mountains. Die Maschine flog in rund 3500 Meter Höhe 40 Kilometer (nach einem anderen Bericht 32 Kilometer) abseits der normalen Flugstrecke. Alle 66 Menschen an Bord starben. Es war der bis dahin folgenschwerste Unfall einer DC-4.[165][166][167]

- Am 1. November 1955 explodierte eine Douglas DC-6B (N37559) bei Longmont (Colorado) in 3300 Meter Höhe 56 Kilometer nördlich Denver, nachdem im Gepäckraum eine Bombe deponiert war. Alle 44 Menschen an Bord fanden den Tod. Die Bombe war vom Sohn einer Passagierin deponiert worden, der vorher eine Lebensversicherung auf seine Mutter abgeschlossen hatte (siehe auch United-Air-Lines-Flug 629).[168][169]

- Am 30. Juni 1956 kam es zwischen einer Douglas DC-7 (N6324C) der United und einer Lockheed Super Constellation der TWA (N6902C) in der Luft zur Kollision, bei der alle 128 Personen an Bord der beiden Maschinen getötet wurden (70 in der DC-7, 58 in der Super Constellation)(siehe auch Flugzeugkollision über dem Grand Canyon).[170][171]

- Am 21. April 1958 kollidierte eine Douglas DC-7 (N6328C) bei Las Vegas in der Luft mit einem Kampfflugzeug des Typs F-100 Super Sabre der United States Air Force (56-3755) Dabei kamen alle 49 Insassen der beiden Maschinen ums Leben (siehe auch United-Air-Lines-Flug 736).

- Am 16. Dezember 1960 kollidierte eine Douglas DC-8-11 (N8013U) mit einer Lockheed Super Constellation der TWA (N6907C) während des Landeanflugs auf den John F. Kennedy International Airport. Alle 128 Insassen beider Flugzeuge und sechs Menschen am Boden verloren ihr Leben (siehe auch Flugzeugkollision von New York City).[172][173]

- Am 11. Juli 1961 hatte eine Douglas DC-8-12 (N8040U) mit 129 Menschen an Bord ein hydraulisches Problem während des Fluges. Bei der Notlandung auf dem Flughafen Denver/Stapleton platzten zwei Reifen. Das Flugzeug drehte sich und fing Feuer. Die Brandbekämpfung und Rettung der Personen wiesen in Bezug auf Organisation, Ausrüstung und Personal trotz vorheriger Beanstandungen schwerste Mängel auf. Siebzehn Insassen sowie eine Person am Boden starben (siehe auch United-Air-Lines-Flug 859).[174]

- Am 23. November 1962 kollidierte eine Vickers Viscount 745D der United Airlines (N7430) in einer Flughöhe von 6000 Fuß (etwa 1830 Meter) mit einem Schwarm Pfeifschwäne. Einer davon prallte auf die linke Höhenflosse, die daraufhin abbrach. Das Flugzeug stürzte bei Ellicott City (Maryland, USA) unkontrollierbar zu Boden. Alle 17 Insassen, 4 Besatzungsmitglieder und 13 Passagiere, kamen ums Leben.[175]

- Am 9. Juli 1964 stürzte eine Vickers Viscount 745D der United Air Lines (N7405) während eines Feuers in der Kabine nahe Parottsville (Tennessee, USA) ab. Alle 39 Menschen an Bord starben. Eines der Opfer, ein Passagier, war im Flug drei Kilometer vor der Absturzstelle aus der Maschine abgesprungen (siehe auch United-Air-Lines-Flug 823).[176]

- Am 16. August 1965 verschwand eine Boeing 727-22 der United Airlines (N7036U) im Anflug auf den Flughafen Chicago O’Hare aus 6000 Fuß Höhe und wurde etwa 50 km ostnordöstlich des Flughafens im Wasser des Lake Michigan gefunden. Die Ursache für den Unfall konnte nicht geklärt werden. Alle 30 Personen an Bord kamen ums Leben (siehe auch United-Air-Lines-Flug 389).[177]

- Am 17. Oktober 1965 fuhr an einer Douglas DC-6 der United Airlines (N37519) beim Startlauf auf dem Flughafen Huntsville (Alabama, USA) das Bugfahrwerk ein. Beim Startabbruch rutschte die Maschine noch 83 Meter über das Startbahnende hinaus und wurde irreparabel beschädigt. Alle 16 Insassen, fünf Besatzungsmitglieder und 11 Passagiere, überlebten den Unfall.[178]

- Am 11. November 1965 flog eine Boeing 727-22 der United Airlines (N7030U) im Landeanflug den Flughafen Salt Lake City International viel zu hoch an, woraufhin der Kapitän die Sinkgeschwindigkeit weit über das zulässige Maß hinaus erhöhte. Ein Versuch des Ersten Offiziers, den Schub zu erhöhen, wurde vom Kapitän unterbunden. Das Flugzeug schlug mit hoher Sinkgeschwindigkeit etwa 100 Meter vor der Landebahn auf, das Hauptfahrwerk brach und riss ein Loch in den Rumpf, woraufhin ein Feuer ausbrach. Dabei wurden 43 der 91 Personen an Bord getötet (siehe auch United-Air-Lines-Flug 227).[179]

- Am 18. Mai 1966 löste sich an einer Douglas DC-7 der United Airlines (N6339C) bei einem Trainingsflug auf dem Flughafen Denver-Stapleton (Colorado, USA) die Kappe eines Bugrads, traf die Bolzen der Drehmomentverbindung des Bugrads und trennte sie ab. Daraufhin brach das Bugfahrwerk zusammen. Das Flugzeug wurde irreparabel beschädigt. Alle vier Besatzungsmitglieder überlebten den Unfall.[180]

- Am 19. Januar 1967 wurde eine Vickers Viscount 745D der United Airlines (N7431) bei der Landung auf dem Norfolk Municipal Airport (USA) von einem Schneepflug gerammt, der auf die Landebahn gefahren war. Das Gefährt riss eine Tragfläche der Viscount ab und die Rumpfunterseite auf. Dadurch wurde das Flugzeug irreparabel beschädigt. Alle 50 Insassen, die vier Besatzungsmitglieder und 46 Passagiere, überlebten.[181]

- Am 28. November 1967 zerlegte sich bei einer Vickers Viscount 745D der United Airlines (N7465) während der Landung auf dem Raleigh-Durham International Airport (USA) ein Ventil der Bugradsteuerung durch einen Ermüdungsbruch. Die daraus resultierenden starken Schwingungen führten zum Zusammenbrechen des Bugfahrwerks. Alle 43 Insassen, die vier Besatzungsmitglieder und 39 Passagiere, überlebten. Das Flugzeug wurde irreparabel beschädigt.[182]

- Am 11. Dezember 1967, nur zwei Wochen später, überrollte eine Vickers Viscount 745D der United Airlines (N7429) bei der Landung auf dem Akron-Canton Regional Airport (Ohio, USA) das Landebahnende und rutschte einen sechs Meter tiefen Abhang hinunter. Das Flugzeug wurde irreparabel beschädigt. Alle 18 Insassen überlebten den Unfall.[183]

- Am 21. März 1968 brach der Kapitän einer Boeing 727-22C auf einem Frachtflug der United Airlines (N7425U) den Start vom Flughafen Chicago O’Hare erst kurz nach dem Abheben ab. Die akustische Warnung vor unsicherer Start-Konfiguration war während des Startlaufs fast kontinuierlich aktiv; dennoch wurde der Start zunächst fortgesetzt. Als Ursache stellte sich heraus, dass die Landeklappen und Vorflügel auf eine Stellung von 2° statt der notwendigen 5° bis 25° ausgefahren worden waren. Alle drei Besatzungsmitglieder überlebten.[184]

- Am 18. Januar 1969 stürzte eine Boeing 727-22C der United Airlines (N7434U) 20 km westlich des Startflughafens Los Angeles mit einem kompletten nächtlichen Instrumentenausfall in die Santa Monica Bay. Das Flugzeug war seit drei Tagen mit einem defekten Generator Nr. 3 betrieben worden, was jedoch zulässig war. Etwa 90 Sekunden nach dem Start ertönte die Feuerwarnung für Triebwerk Nr. 1, welches daraufhin korrekt abgestellt wurde. Kurz danach fiel der verbliebene Generator Nr. 2 aus, und das elektrische Standby-System kam nicht in Gang. Während des Instrumentenausfalls stürzte die Maschine in den Pazifik. Dabei kamen alle 38 Personen an Bord ums Leben (siehe auch United-Air-Lines-Flug 266).[185]

- Am 8. Dezember 1972 stürzte eine Boeing 737-200 der United Airlines (N9031U) beim Anflug auf den Flughafen Chicago-Midway nach einem Kontrollverlust in ein Wohngebiet. Dabei kamen 43 der 61 Personen an Bord der Maschine und zwei Personen am Boden ums Leben. Es war der erste Unfall einer Boeing 737 mit Todesopfern (siehe auch United-Air-Lines-Flug 553).[186]

- Am 18. Dezember 1977 flog eine Douglas DC-8F-54 „Jet Trader“ (N8047U) auf einem Frachtflug aufgrund eines Fehlers in der Elektrik Warteschleifen über Salt Lake City. Für einen Zeitraum von siebeneinhalb Minuten unterbrachen die Piloten dabei den Funkkontakt zur Flugsicherung, um mit Technikern der United Airlines auf einer anderen Funkfrequenz die weitere Vorgehensweise abzustimmen. In dieser Zeit flog die Maschine in ein bergiges Gebiet. Als der Funkkontakt wieder hergestellt werden konnte, wies der diensthabende Fluglotse die Besatzung an, sofort eine Linkskurve zu fliegen und in den Steigflug überzugehen. Sekunden später zerschellte die DC-8 an einem Berghang in 2200 Metern Höhe. Die dreiköpfige Besatzung kam ums Leben (siehe auch United-Airlines-Flug 2860).[187]

- Am 28. Dezember 1978 machte eine Douglas DC-8-61 (N8028U) kurz vor dem Flughafen Portland, Oregon, eine Bruchlandung im Wald. Der Maschine war der Treibstoff ausgegangen, während sie sich wegen Fahrwerksproblemen vor der Landung in der Warteschleife befand. Von den 189 Insassen kamen dabei 10 ums Leben (siehe auch United-Airlines-Flug 173).[188]

- Am 11. Januar 1983 übersah die Besatzung einer Douglas DC-8-54F (N8053U), die einen Frachtflug von Detroit nach Los Angeles durchführen sollte, beim Abarbeiten der Checkliste, dass sich die Höhenflosse noch in der Landestellung befand. Nach dem Abheben rollte die Maschine nach rechts und stürzte infolge eines Strömungsabrisses auf einen Acker. Alle drei Besatzungsmitglieder kamen ums Leben (siehe auch United-Airlines-Flug 2885).[189]

- Am 24. Februar 1989 kam es auf einem Flug von Honolulu nach Sydney zu einer explosiven Dekompression, durch die neun Passagiere mit ihren Sitzen aus dem Flugzeug geschleudert wurden und starben. Die Piloten konnten die Boeing 747-100 (N4713U) sicher notlanden (siehe auch United-Airlines-Flug 811).

- Am 19. Juli 1989 explodierte das hintere Triebwerk einer McDonnell Douglas DC-10-10 (N1819U) auf dem Flug von Denver nach Chicago. Beim Landeanflug auf den Sioux City Airport, Iowa zerschellte die Maschine auf der Landebahn. Bei dem Unfall kamen 111 Menschen ums Leben (siehe auch United-Airlines-Flug 232).[190]

- Am 3. März 1991 stürzte eine Boeing 737-200 (N999UA) im Anflug auf Colorado Springs über einem Wohngebiet ab. Es gab 25 Todesopfer (siehe auch United-Airlines-Flug 585).[190]

- Am 28. Dezember 1997 durchflog eine Boeing 747-122 (N4723U), mit der ein Flug von Tokio nach Honolulu durchgeführt wurde, über dem Pazifischen Ozean eine Clear Air Turbulence zu einem Zeitpunkt, als nicht alle Insassen angeschnallt waren. Dabei wurden 102 Personen verletzt, eine Frau starb (siehe auch United-Airlines-Flug 826)

- Am 13. Mai 2001 wurde eine Boeing 727-222 der United Airlines (N7274U), die ohne Insassen auf dem Omaha-Eppley Airfield geparkt war, zusammen mit anderen Flugzeugen durch einen Hagelsturm so schwer beschädigt, dass eine Reparatur unwirtschaftlich gewesen wäre.[191]

- Am 11. September 2001 wurde eine auf dem Logan International Airport in Boston gestartete Boeing 767-200 (N612UA) von islamistischen Terroristen in den Südturm des World Trade Center gesteuert. An Bord starben 65 Personen, im betroffenen Turm des World Trade Center etwa weitere 900 (siehe auch United-Airlines-Flug 175).

- Ebenfalls am 11. September 2001 entführten Terroristen eine auf dem Newark International Airport gestartete Boeing 757-200 (N591UA), die sie bei Shanksville, Pennsylvania, vertikal in ein Feld steuerten, als Passagiere versuchten in das Cockpit einzudringen. An Bord kamen 45 Menschen ums Leben (siehe auch United-Airlines-Flug 93).[190]

- Am 21. Februar 2021 explodierte kurz nach dem Start am Flughafen Denver das rechte Triebwerk einer Boeing 777-200 (N772UA) auf dem Weg nach Honolulu, das Flugzeug kehrte jedoch sicher zum Flughafen Denver um. Von den 231 Passagieren und 10 Besatzungsmitgliedern sowie am Boden kam niemand zu Schaden. United Airlines legte in Folge des Zwischenfalls freiwillig alle Boeing 777 still, die mit Triebwerken von Pratt & Whitney betrieben werden, was bei 24 Maschinen des Typs der Fall war. Bereits knapp drei Jahre zuvor, am 13. Februar 2018 kam es zu einem sehr ähnlichen Zwischenfall, wobei das rechte Triebwerk einer Boeing 777-200 kurz vor der Ankunft dieses Flugzeugs aus San Francisco in Honolulu explodierte. Die Ursache beider Zwischenfälle ist bis heute weiterhin ungeklärt.[192][193]

## Sponsoring und soziales Engagement
United ist der Hauptsponsor des 1994 gebauten und nach der Fluggesellschaft benannten United Center in Chicago, dessen Dach das Firmenlogo der Airline ziert. United bezahlte für die Namensrechte im Rahmen eines 20-Jahres-Vertrags jährlich 1,8 Millionen US-Dollar. Ende 2013 wurde der Vertrag ab 2014 für weitere 20 Jahre verlängert. Seit der Übernahme von Continental ist United zudem Sponsor der Baseball-Teams der Chicago Cubs und der Los Angeles Dodgers und präsentiert sich seit 2011 als „offizielle Fluggesellschaft“ dieser Mannschaften. Das Firmenlogo ist sowohl im Wrigley-Field-Stadion als auch im Dodger Stadium zu sehen. Seit August 2019 ist United überdies für die Laufzeit von zehn Jahren Sponsor des Los Angeles Memorial Coliseum, dessen Spielfeld infolgedessen in United Airlines Field at the Los Angeles Memorial Coliseum umbenannt wurde. United ist außerdem seit 1978 die offizielle Fluggesellschaft des United States Olympic Committee (des Nationalen Olympischen Komitees der Vereinigten Staaten, auch Team USA) und bietet den Athleten, Trainern und Funktionären seither während der Olympischen Spiele vergünstigte Flüge an.
Das Unternehmen ist zudem im Bereich Produktplatzierung aktiv. In Hollywood-Film-Produktionen wie beispielsweise Something’s Got to Give (1962), Freundinnen (1988), Harry und Sally (1989), Schlaflos in Seattle (1993), Jerry Maguire – Spiel des Lebens (1996), Die Thomas Crown Affäre (1999), Terminal (2004) oder Hawaii Five-0 (2010) und anderen ist die Fluggesellschaft zu sehen, weil die Darsteller entweder deutlich erkennbar mit United fliegen, sich in Flughafenlounges oder Check-In-Bereichen von United Airlines aufhalten oder – wie Catherine Zeta Jones in The Terminal – gar United-Personal spielen. United bezahlt, wie generell üblich, für diese Produktplatzierungen kein Geld, sondern stellt dem Filmset das Equipment kostenlos zur Verfügung und macht im eigenen Bordfernsehen für die Filme Werbung. Die Marketing-Abteilung von United sichtet dazu regelmäßig Drehbücher zwecks Möglichkeiten für Produktplatzierungen.
United tritt darüber hinaus bei zahlreichen karitativen, sozialen oder regionalen Organisationen als Sponsor auf, stellt für humanitäre Zwecke unter anderem Flugzeuge zur Verfügung oder veranstaltet gemeinnützige Events. So finden beispielsweise alljährlich im Dezember mithilfe von freiwilligen United-Mitarbeitern sogenannte „Fantasy Flight“-Charterflüge für schwerstkranke Kinder mit scheinbarem Zielort Nordpol als Wohnort des Weihnachtsmannes statt.
Außerdem steht United Airlines auf der CRAF-Liste (Civil Reserve Air Fleet, dt. etwa: Zivile Luftflotte der Reserve) des US-Verteidigungsministeriums und darf damit offizielle Charterflüge für den weltweiten Truppentransport der Streitkräfte der Vereinigten Staaten durchführen.